# Lista de municípios do Brasil por unidade da Federação

Total 5.569 municípios

## Acre
A - Acrelândia - Assis Brasil
B - Brasileia - Bujari
C - Capixaba - Cruzeiro do Sul
E - Epitaciolândia
F - Feijó
J - Jordão

22 municípios

M - Mâncio Lima - Manoel Urbano - Marechal Taumaturgo
P - Plácido de Castro - Porto Acre - Porto Walter
R - Rio Branco - Rodrigues Alves
S - Santa Rosa do Purus - Sena Madureira - Senador Guiomard
T - Tarauacá
X - Xapuri

## Alagoas
A -

102 municípios

Água Branca - Anadia - Arapiraca - Atalaia
B -
Barra de Santo Antônio - Barra de São Miguel - Batalha - Belém - Belo Monte - Boca da Mata - Branquinha
C -
Cacimbinhas - Cajueiro - Campestre - Campo Alegre - Campo Grande - Canapi - Capela - Carneiros - Chã Preta - Coité do Noia - Colônia Leopoldina - Coqueiro Seco - Coruripe - Craíbas
D -
Delmiro Gouveia - Dois Riachos
E -
Estrela de Alagoas
F -
Feira Grande - Feliz Deserto - Flexeiras
G -
Girau do Ponciano
I -
Ibateguara - Igaci - Igreja Nova - Inhapi
J -
Jacaré dos Homens - Jacuípe - Japaratinga - Jaramataia - Jequiá da Praia - Joaquim Gomes - Jundiá - Junqueiro
L -
Lagoa da Canoa - Limoeiro de Anadia
M -
Maceió - Major Isidoro - Mar Vermelho - Maragogi - Maravilha - Marechal Deodoro - Maribondo - Mata Grande - Matriz de Camaragibe - Messias - Minador do Negrão - Monteirópolis - Murici
N -
Novo Lino
O -
Olho d'Água das Flores - Olho d'Água do Casado - Olho d'Água Grande - Olivença - Ouro Branco
P -
Palestina - Palmeira dos Índios - Pão de Açúcar - Pariconha - Paripueira - Passo de Camaragibe - Paulo Jacinto - Penedo - Piaçabuçu - Pilar - Pindoba - Piranhas - Poço das Trincheiras - Porto Calvo - Porto de Pedras - Porto Real do Colégio
Q -
Quebrangulo
R -
Rio Largo - Roteiro
S -
Santa Luzia do Norte - Santana do Ipanema - Santana do Mundaú - São Brás - São José da Laje - São José da Tapera - São Luís do Quitunde - São Miguel dos Campos - São Miguel dos Milagres - São Sebastião - Satuba - Senador Rui Palmeira
T -
Tanque d'Arca - Taquarana - Teotônio Vilela - Traipu
U -
União dos Palmares
V -
Viçosa

## Amapá
A - Amapá
C - Calçoene - Cutias do Araguari
F - Ferreira Gomes
I - Itaubal do Piririm
L - Laranjal do Jari
M - Macapá - Mazagão
O - Oiapoque

16 municípios

P - Pedra Branca do Amapari - Porto Grande - Pracuuba
S - Santana - Serra do Navio
T - Tartarugalzinho
V - Vitória do Jari

## Amazonas
A -

62 municípios

Alvarães - Amaturá - Anamã - Anori - Apuí - Atalaia do Norte - Autazes
B -
Barcelos - Barreirinha - Benjamin Constant - Beruri - Boa Vista do Ramos - Boca do Acre - Borba
C -
Caapiranga - Canutama - Carauari - Careiro - Careiro da Várzea - Coari - Codajás
E -
Eirunepé - Envira
F -
Fonte Boa
G -
Guajará
H -
Humaitá
I -
Ipixuna - Iranduba - Itacoatiara - Itamarati - Itapiranga
J -
Japurá - Juruá - Jutaí
L -
Lábrea
M -
Manacapuru - Manaquiri - Manaus - Manicoré - Maraã - Maués
N -
Nhamundá - Nova Olinda do Norte - Novo Aripuanã - Novo Airão
P -
Parintins - Pauini - Presidente Figueiredo
R -
Rio Preto da Eva
S -
Santa Isabel do Rio Negro - Santo Antônio do Içá - São Gabriel da Cachoeira - São Paulo de Olivença - São Sebastião do Uatumã - Silves
T -
Tabatinga - Tapauá - Tefé - Tonantins
U -
Uarini - Urucará - Urucurituba

## Bahia
A -

417 municípios

Abaíra - Abaré - Acajutiba - Adustina - Água Fria - Aiquara - Alagoinhas - Alcobaça - Almadina - Amargosa - Amélia Rodrigues - América Dourada - Anagé - Andaraí - Andorinha - Angical - Anguera - Antas - Antônio Cardoso - Antônio Gonçalves - Aporá - Apuarema - Araçás - Aracatu - Araci - Aramari - Arataca - Aratuípe - Aurelino Leal
B -
Baianópolis - Baixa Grande - Banzaê - Barra - Barra da Estiva - Barra do Choça - Barra do Mendes - Barra do Rocha - Barreiras - Barro Alto - Barro Preto - Barrocas - Belmonte - Belo Campo - Biritinga - Boa Nova - Boa Vista do Tupim - Bom Jesus da Lapa - Bom Jesus da Serra - Boninal - Bonito - Boquira - Botuporã - Brejões - Brejolândia - Brotas de Macaúbas - Brumado - Buerarema - Buritirama
C -
Caatiba - Cabaceiras do Paraguaçu - Cachoeira - Caculé - Caém - Caetanos - Caetité - Cafarnaum - Cairu - Caldeirão Grande - Camacan -  Camaçari - Camamu - Campo Alegre de Lourdes - Campo Formoso - Canápolis - Canarana - Canavieiras - Candeal - Candeias - Candiba - Cândido Sales - Cansanção - Canudos - Capela do Alto Alegre - Capim Grosso - Caraíbas - Caravelas - Cardeal da Silva - Carinhanha - Casa Nova - Castro Alves - Catolândia - Catu - Caturama - Central - Chorrochó - Cícero Dantas - Cipó - Coaraci - Cocos - Conceição da Feira - Conceição do Almeida - Conceição do Coité - Conceição do Jacuípe - Conde - Condeúba - Contendas do Sincorá - Coração de Maria - Cordeiros - Coribe - Coronel João Sá - Correntina - Cotegipe - Cravolândia - Crisópolis - Cristópolis - Cruz das Almas - Curaçá
D -
Dário Meira - Dias d'Ávila - Dom Basílio - Dom Macedo Costa
E -
Elísio Medrado - Encruzilhada - Entre Rios - Érico Cardoso - Esplanada - Euclides da Cunha - Eunápolis
F -
Fátima - Feira da Mata - Feira de Santana - Filadélfia - Firmino Alves - Floresta Azul - Formosa do Rio Preto
G -
Gandu - Gavião - Gentio do Ouro - Glória - Gongogi - Governador Mangabeira - Guajeru - Guanambi - Guaratinga
H -
Heliópolis
I -
Iaçu - Ibiassucê - Ibicaraí - Ibicoara - Ibicuí - Ibipeba - Ibipitanga - Ibiquera - Ibirapitanga - Ibirapuã - Ibirataia - Ibitiara - Ibititá - Ibotirama - Ichu - Igaporá - Igrapiúna - Iguaí - Ilhéus - Inhambupe - Ipecaetá - Ipiaú - Ipirá - Ipupiara - Irajuba - Iramaia - Iraquara - Irará - Irecê - Itabela - Itaberaba - Itabuna - Itacaré - Itaetê - Itagi - Itagibá - Itagimirim - Itaguaçu da Bahia - Itaju do Colônia - Itajuípe - Itamaraju - Itamari - Itambé - Itanagra - Itanhém - Itaparica - Itapé - Itapebi - Itapetinga - Itapicuru - Itapitanga - Itaquara - Itarantim - Itatim - Itiruçu - Itiúba - Itororó - Ituaçu - Ituberá - Iuiú
J -
Jaborandi - Jacaraci - Jacobina - Jaguaquara - Jaguarari - Jaguaripe - Jandaíra - Jequié - Jeremoabo - Jiquiriçá - Jitaúna - João Dourado - Juazeiro - Jucuruçu - Jussara - Jussari - Jussiape
L -
Lafaiete Coutinho - Lagoa Real - Laje - Lajedão - Lajedinho - Lajedo do Tabocal - Lamarão - Lapão - Lauro de Freitas - Lençóis - Licínio de Almeida - Livramento de Nossa Senhora - Luís Eduardo Magalhães
M -
Macajuba - Macarani - Macaúbas - Macururé - Madre de Deus - Maetinga - Maiquinique - Mairi - Malhada - Malhada de Pedras - Manoel Vitorino - Mansidão - Maracás - Maragogipe - Maraú - Marcionílio Souza - Mascote - Mata de São João - Matina - Medeiros Neto - Miguel Calmon - Milagres - Mirangaba - Mirante - Monte Santo - Morpará - Morro do Chapéu - Mortugaba - Mucugê - Mucuri - Mulungu do Morro - Mundo Novo - Muniz Ferreira - Muquém de São Francisco - Muritiba - Mutuípe
N -
Nazaré - Nilo Peçanha - Nordestina - Nova Canaã - Nova Fátima - Nova Ibiá - Nova Itarana - Nova Redenção - Nova Soure - Nova Viçosa - Novo Horizonte - Novo Triunfo
O -
Olindina - Oliveira dos Brejinhos - Ouriçangas - Ourolândia
P -
Palmas de Monte Alto - Palmeiras - Paramirim - Paratinga - Paripiranga - Pau Brasil - Paulo Afonso - Pé de Serra - Pedrão - Pedro Alexandre - Piatã - Pilão Arcado - Pindaí - Pindobaçu - Pintadas - Piraí do Norte - Piripá - Piritiba - Planaltino - Planalto - Poções - Pojuca - Ponto Novo - Porto Seguro - Potiraguá - Prado - Presidente Dutra - Presidente Jânio Quadros - Presidente Tancredo Neves
Q -
Queimadas - Quijingue - Quixabeira
R -
Rafael Jambeiro - Remanso - Retirolândia - Riachão das Neves - Riachão do Jacuípe - Riacho de Santana - Ribeira do Amparo - Ribeira do Pombal - Ribeirão do Largo - Rio de Contas - Rio do Antônio - Rio do Pires - Rio Real - Rodelas - Ruy Barbosa
S -
Salinas da Margarida - Salvador - Santa Bárbara - Santa Brígida - Santa Cruz Cabrália - Santa Cruz da Vitória - Santa Inês - Santa Luzia - Santa Maria da Vitória - Santa Rita de Cássia - Santa Teresinha - Santaluz - Santana - Santanópolis - Santo Amaro - Santo Antônio de Jesus - Santo Estêvão - São Desidério - São Domingos - São Felipe - São Félix - São Félix do Coribe - São Francisco do Conde - São Gabriel - São Gonçalo dos Campos - São José da Vitória - São José do Jacuípe - São Miguel das Matas - São Sebastião do Passé - Sapeaçu - Sátiro Dias - Saubara - Saúde - Seabra - Sebastião Laranjeiras - Senhor do Bonfim - Sento Sé - Serra do Ramalho - Serra Dourada - Serra Preta - Serrinha - Serrolândia - Simões Filho - Sítio do Mato - Sítio do Quinto - Sobradinho - Souto Soares
T -
Tabocas do Brejo Velho - Tanhaçu - Tanque Novo - Tanquinho - Taperoá - Tapiramutá - Teixeira de Freitas - Teodoro Sampaio - Teofilândia - Teolândia - Terra Nova - Tremedal - Tucano
U -
Uauá - Ubaíra - Ubaitaba - Ubatã - Uibaí - Umburanas - Una - Urandi - Uruçuca - Utinga
V -
Valença - Valente - Várzea da Roça - Várzea do Poço - Várzea Nova - Varzedo - Vera Cruz - Vereda - Vitória da Conquista
W -
Wagner - Wanderley - Wenceslau Guimarães
X -
Xique-Xique

## Ceará
A -

184 municípios

Abaiara - Acarape - Acaraú - Acopiara - Aiuaba - Alcântaras - Altaneira - Alto Santo - Amontada - Antonina do Norte - Apuiarés - Aquiraz - Aracati - Aracoiaba - Ararendá - Araripe - Aratuba - Arneiroz - Assaré - Aurora
B -
Baixio - Banabuiú - Barbalha - Barreira - Barro - Barroquinha - Baturité - Beberibe - Bela Cruz - Boa Viagem - Brejo Santo
C -
Camocim - Campos Sales - Canindé - Capistrano - Caridade - Cariré - Caririaçu - Cariús - Carnaubal - Cascavel - Catarina - Catunda - Caucaia - Cedro - Chaval - Choró - Chorozinho - Coreaú - Crateús - Crato - Croatá - Cruz
D -
Deputado Irapuan Pinheiro
E -
Ererê - Eusébio
F -
Farias Brito - Forquilha - Fortaleza - Fortim - Frecheirinha
G -
General Sampaio - Graça - Granja - Granjeiro - Groaíras - Guaiúba - Guaraciaba do Norte - Guaramiranga
H -
Hidrolândia - Horizonte
I -
Ibaretama - Ibiapina - Ibicuitinga - Icapuí - Icó - Iguatu - Independência - Ipaporanga - Ipaumirim - Ipu - Ipueiras - Iracema - Irauçuba - Itaiçaba - Itaitinga - Itapagé - Itapipoca - Itapiúna - Itarema - Itatira
J -
Jaguaretama - Jaguaribara - Jaguaribe - Jaguaruana - Jardim - Jati - Jijoca de Jericoacoara - Juazeiro do Norte - Jucás
L -
Lavras da Mangabeira - Limoeiro do Norte
M -
Madalena - Maracanaú - Maranguape - Marco - Martinópole - Massapê - Mauriti - Meruoca - Milagres - Milhã - Miraíma - Missão Velha - Mombaça - Monsenhor Tabosa - Morada Nova - Moraújo - Morrinhos - Mucambo - Mulungu
N -
Nova Olinda - Nova Russas - Novo Oriente
O -
Ocara - Orós
P -
Pacajus - Pacatuba - Pacoti - Pacujá - Palhano - Palmácia - Paracuru - Paraipaba - Parambu - Paramoti - Pedra Branca - Penaforte - Pentecoste - Pereiro - Pindoretama - Piquet Carneiro - Pires Ferreira - Poranga - Porteiras - Potengi - Potiretama
Q -
Quiterianópolis - Quixadá - Quixelô - Quixeramobim - Quixeré
R -
Redenção - Reriutaba - Russas
S -
Saboeiro - Salitre - Santa Quitéria - Santana do Acaraú - Santana do Cariri - São Benedito - São Gonçalo do Amarante - São João do Jaguaribe - São Luís do Curu - Senador Pompeu - Senador Sá - Sobral - Solonópole
T -
Tabuleiro do Norte - Tamboril - Tarrafas - Tauá - Tejuçuoca - Tianguá - Trairi - Tururu
U -
Ubajara - Umari - Umirim - Uruburetama - Uruoca
V -
Varjota - Várzea Alegre - Viçosa do Ceará

## Distrito Federal
B - Brasília (não é um município)

O Distrito Federal é a única unidade federativa que não possui municípios

É vedado ao Distrito Federal sua divisão em municípios. Isso faz do Distrito Federal a única unidade federativa que não possui municípios. O IBGE conta como "município", para efeito estatístico, Brasília, a capital federal, como cidade coextensiva ao Distrito Federal. Porém cabe frisar novamente que a capital federal não é um município.
O Distrito Federal é dividido em regiões administrativas, contadas pelo IBGE como "subdistritos municipais", para efeitos estatísticos. Porém cabe frisar novamente que as regiões administrativas não são subdistritos municipais.

## Espírito Santo
A -

78 municípios

Afonso Cláudio - Água Doce do Norte - Águia Branca - Alegre - Alfredo Chaves - Alto Rio Novo - Anchieta - Apiacá - Aracruz - Atílio Vivácqua
B -
Baixo Guandu - Barra de São Francisco - Boa Esperança - Bom Jesus do Norte - Brejetuba
C -
Cachoeiro de Itapemirim - Cariacica - Castelo - Colatina - Conceição da Barra - Conceição do Castelo
D -
Divino de São Lourenço - Domingos Martins - Dores do Rio Preto
E -
Ecoporanga
F -
Fundão
G -
Governador Lindenberg - Guaçuí - Guarapari
I -
Ibatiba - Ibiraçu - Ibitirama - Iconha - Irupi - Itaguaçu - Itapemirim - Itarana - Iúna
J -
Jaguaré - Jerônimo Monteiro - João Neiva
L -
Laranja da Terra - Linhares
M -
Mantenópolis - Marataízes - Marechal Floriano - Marilândia - Mimoso do Sul - Montanha - Mucurici - Muniz Freire - Muqui
N -
Nova Venécia
P -
Pancas - Pedro Canário - Pinheiros - Piúma - Ponto Belo - Presidente Kennedy
R -
Rio Bananal - Rio Novo do Sul
S -
Santa Leopoldina - Santa Maria de Jetibá - Santa Teresa - São Domingos do Norte - São Gabriel da Palha - São José do Calçado - São Mateus - São Roque do Canaã - Serra - Sooretama
V -
Vargem Alta - Venda Nova do Imigrante - Viana - Vila Pavão - Vila Valério - Vila Velha - Vitória

## Goiás
A -

246 municípios

Abadia de Goiás - Abadiânia - Acreúna - Adelândia - Água Fria de Goiás - Água Limpa - Águas Lindas de Goiás - Alexânia - Aloândia - Alto Horizonte - Alto Paraíso de Goiás - Alvorada do Norte - Amaralina - Americano do Brasil - Amorinópolis - Anápolis - Anhanguera - Anicuns - Aparecida de Goiânia - Aparecida do Rio Doce - Aporé - Araçu - Aragarças - Aragoiânia - Araguapaz - Arenópolis - Aruanã - Aurilândia - Avelinópolis
B -
Baliza - Barro Alto - Bela Vista de Goiás - Bom Jardim de Goiás - Bom Jesus de Goiás - Bonfinópolis - Bonópolis - Brazabrantes - Britânia - Buriti Alegre - Buriti de Goiás - Buritinópolis
C -
Cabeceiras - Cachoeira Alta - Cachoeira de Goiás - Cachoeira Dourada - Caçu - Caiapônia - Caldas Novas - Caldazinha - Campestre de Goiás - Campinaçu - Campinorte - Campo Alegre de Goiás - Campo Limpo de Goiás - Campos Belos de Goiás - Campos Verdes - Carmo do Rio Verde - Castelândia - Catalão - Caturaí - Cavalcante - Ceres - Cezarina - Chapadão do Céu - Cidade Ocidental - Cocalzinho de Goiás - Colinas do Sul - Córrego do Ouro - Corumbá de Goiás - Corumbaíba - Cristalina - Cristianópolis - Crixás - Cromínia - Cumari
D -
Damianópolis - Damolândia - Davinópolis - Diorama - Divinópolis de Goiás - Doverlândia
E -
Edealina - Edeia - Estrela do Norte
F -
Faina - Fazenda Nova - Firminópolis - Flores de Goiás - Formosa - Formoso
G -
Gameleira de Goiás - Goianápolis - Goiandira - Goianésia - Goiânia - Goianira - Goiás - Goiatuba - Gouvelândia - Guapó - Guaraíta - Guarani de Goiás - Guarinos
H -
Heitoraí - Hidrolândia - Hidrolina
I -
Iaciara - Inaciolândia - Indiara - Inhumas - Ipameri - Ipiranga de Goiás - Iporá - Israelândia - Itaberaí - Itaguari - Itaguaru - Itajá - Itapaci - Itapirapuã - Itapuranga - Itarumã - Itauçu - Itumbiara - Ivolândia
J -
Jandaia - Jaraguá - Jataí - Jaupaci - Jesúpolis - Joviânia - Jussara
L -
Lagoa Santa - Leopoldo de Bulhões - Luziânia
M -
Mairipotaba - Mambaí - Mara Rosa - Marzagão - Matrinchã - Maurilândia - Mimoso de Goiás - Minaçu - Mineiros - Moiporá - Monte Alegre de Goiás - Montes Claros de Goiás - Montividiu - Montividiu do Norte - Morrinhos - Morro Agudo de Goiás - Mossâmedes - Mozarlândia - Mundo Novo - Mutunópolis
N -
Nazário - Nerópolis - Niquelândia - Nova América - Nova Aurora - Nova Crixás - Nova Glória - Nova Iguaçu de Goiás - Nova Roma - Nova Veneza - Novo Brasil - Novo Gama - Novo Planalto
O -
Orizona - Ouro Verde de Goiás - Ouvidor
P -
Padre Bernardo - Palestina de Goiás - Palmeiras de Goiás - Palmelo - Palminópolis - Panamá - Paranaiguara - Paraúna - Perolândia - Petrolina de Goiás - Pilar de Goiás - Piracanjuba - Piranhas - Pirenópolis - Pires do Rio - Planaltina - Pontalina - Porangatu - Porteirão - Portelândia - Posse - Professor Jamil
Q -
Quirinópolis
R -
Rialma - Rianápolis - Rio Quente - Rio Verde - Rubiataba
S -
Sanclerlândia - Santa Bárbara de Goiás - Santa Cruz de Goiás - Santa Fé de Goiás - Santa Helena de Goiás - Santa Isabel - Santa Rita do Araguaia - Santa Rita do Novo Destino - Santa Rosa de Goiás - Santa Tereza de Goiás - Santa Terezinha de Goiás - Santo Antônio da Barra - Santo Antônio de Goiás - Santo Antônio do Descoberto - São Domingos - São Francisco de Goiás - São João da Paraúna - São João d'Aliança - São Luís dos Montes Belos - São Luiz do Norte - São Miguel do Araguaia - São Miguel do Passa Quatro - São Patrício - São Simão - Senador Canedo - Serranópolis - Silvânia - Simolândia - Sítio d'Abadia
T -
Taquaral de Goiás - Teresina de Goiás - Terezópolis de Goiás - Três Ranchos - Trindade - Trombas - Turvânia - Turvelândia
U -
Uirapuru - Uruaçu - Uruana - Urutaí
V -
Valparaíso de Goiás - Varjão - Vianópolis - Vicentinópolis - Vila Boa - Vila Propício

## Maranhão
A -

217 municípios

Açailândia - Afonso Cunha - Água Doce do Maranhão - Alcântara - Aldeias Altas - Altamira do Maranhão - Alto Alegre do Maranhão - Alto Alegre do Pindaré - Alto Parnaíba - Amapá do Maranhão - Amarante do Maranhão - Anajatuba - Anapurus - Apicum-Açu - Araguanã - Araioses - Arame - Arari - Axixá
B -
Bacabal - Bacabeira - Bacuri - Bacurituba - Balsas - Barão de Grajaú - Barra do Corda - Barreirinhas - Bela Vista do Maranhão - Belágua - Benedito Leite - Bequimão - Bernardo do Mearim - Boa Vista do Gurupi - Bom Jardim - Bom Jesus das Selvas - Bom Lugar - Brejo - Brejo de Areia - Buriti - Buriti Bravo - Buriticupu - Buritirana
C -
Cachoeira Grande - Cajapió - Cajari - Campestre do Maranhão - Cândido Mendes - Cantanhede - Capinzal do Norte - Carolina - Carutapera - Caxias - Cedral - Central do Maranhão - Centro do Guilherme - Centro Novo do Maranhão - Chapadinha - Cidelândia - Codó - Coelho Neto - Colinas - Conceição do Lago-Açu - Coroatá - Cururupu
D -
Davinópolis - Dom Pedro - Duque Bacelar
E -
Esperantinópolis - Estreito
F -
Feira Nova do Maranhão - Fernando Falcão - Formosa da Serra Negra - Fortaleza dos Nogueiras - Fortuna
G -
Godofredo Viana - Gonçalves Dias - Governador Archer - Governador Edison Lobão - Governador Eugênio Barros - Governador Luiz Rocha - Governador Newton Bello - Governador Nunes Freire - Graça Aranha - Grajaú - Guimarães
H -
Humberto de Campos
I -
Icatu - Igarapé do Meio - Igarapé Grande - Imperatriz - Itaipava do Grajaú - Itapecuru Mirim - Itinga do Maranhão
J -
Jatobá - Jenipapo dos Vieiras - João Lisboa - Joselândia - Junco do Maranhão
L -
Lago da Pedra - Lago do Junco - Lago dos Rodrigues - Lago Verde - Lagoa do Mato - Lagoa Grande do Maranhão - Lajeado Novo - Lima Campos - Loreto - Luís Domingues
M -
Magalhães de Almeida - Maracaçumé - Marajá do Sena - Maranhãozinho - Mata Roma - Matinha - Matões - Matões do Norte - Milagres do Maranhão - Mirador - Miranda do Norte - Mirinzal - Monção - Montes Altos - Morros
N -
Nina Rodrigues - Nova Colinas - Nova Iorque - Nova Olinda do Maranhão
O -
Olho d'Água das Cunhãs - Olinda Nova do Maranhão
P -
Paço do Lumiar - Palmeirândia - Paraibano - Parnarama - Passagem Franca - Pastos Bons - Paulino Neves - Paulo Ramos - Pedreiras - Pedro do Rosário - Penalva - Peri Mirim - Peritoró - Pindaré Mirim - Pinheiro - Pio XII - Pirapemas - Poção de Pedras - Porto Franco - Porto Rico do Maranhão - Presidente Dutra - Presidente Juscelino - Presidente Médici - Presidente Sarney - Presidente Vargas - Primeira Cruz
R -
Raposa - Riachão - Ribamar Fiquene - Rosário
S -
Sambaíba - Santa Filomena do Maranhão - Santa Helena - Santa Inês - Santa Luzia - Santa Luzia do Paruá - Santa Quitéria do Maranhão - Santa Rita - Santana do Maranhão - Santo Amaro do Maranhão - Santo Antônio dos Lopes - São Benedito do Rio Preto - São Bento - São Bernardo - São Domingos do Azeitão - São Domingos do Maranhão - São Félix de Balsas - São Francisco do Brejão - São Francisco do Maranhão - São João Batista - São João do Caru - São João do Paraíso - São João do Soter - São João dos Patos - São José de Ribamar - São José dos Basílios - São Luís - São Luís Gonzaga do Maranhão - São Mateus do Maranhão - São Pedro da Água Branca - São Pedro dos Crentes - São Raimundo do Doca Bezerra - São Raimundo das Mangabeiras - São Roberto - São Vicente Ferrer - Satubinha - Senador Alexandre Costa - Senador La Rocque - Serrano do Maranhão - Sítio Novo - Sucupira do Norte - Sucupira do Riachão
T -
Tasso Fragoso - Timbiras - Timon - Trizidela do Vale - Tufilândia - Tuntum - Turiaçu - Turilândia - Tutóia
U -
Urbano Santos
V -
Vargem Grande - Viana - Vila Nova dos Martírios - Vitória do Mearim - Vitorino Freire
Z -
Zé Doca

## Mato Grosso
A -

142 municípios

Acorizal - Água Boa - Alta Floresta - Alto Araguaia - Alto da Boa Vista - Alto Garças - Alto Paraguai - Alto Taquari - Apiacás - Araguaiana - Araguainha - Araputanga - Arenápolis - Aripuanã
B -
Barão de Melgaço - Barra do Bugres - Barra do Garças -  Boa Esperança do Norte - Bom Jesus do Araguaia - Brasnorte
C -
Cáceres - Campinápolis - Campo Novo do Parecis - Campo Verde - Campos de Júlio - Canabrava do Norte - Canarana - Carlinda - Castanheira - Chapada dos Guimarães - Cláudia - Cocalinho - Colíder - Colniza - Comodoro - Confresa - Conquista d'Oeste - Cotriguaçu - Cuiabá - Curvelândia
D -
Denise - Diamantino - Dom Aquino
F -
Feliz Natal - Figueirópolis d'Oeste
G -
Gaúcha do Norte - General Carneiro - Glória d'Oeste - Guarantã do Norte - Guiratinga
I -
Indiavaí - Ipiranga do Norte - Itanhangá - Itaúba - Itiquira
J -
Jaciara - Jangada - Jauru - Juara - Juína - Juruena - Juscimeira
L -
Lambari D'Oeste - Lucas do Rio Verde - Luciára
M -
Marcelândia - Matupá - Mirassol d'Oeste
N -
Nobres - Nortelândia - Nossa Senhora do Livramento - Nova Bandeirantes - Nova Brasilândia - Nova Canaã do Norte - Nova Guarita - Nova Lacerda - Nova Marilândia - Nova Maringá - Nova Monte Verde - Nova Mutum - Nova Nazaré - Nova Olímpia - Nova Santa Helena - Nova Ubiratã - Nova Xavantina - Novo Horizonte do Norte - Novo Mundo - Novo Santo Antônio - Novo São Joaquim
P -
Paranaíta - Paranatinga - Pedra Preta - Peixoto de Azevedo - Planalto da Serra - Poconé - Pontal do Araguaia - Ponte Branca - Pontes e Lacerda - Porto Alegre do Norte - Porto dos Gaúchos - Porto Esperidião - Porto Estrela - Poxoréo - Primavera do Leste
Q -
Querência
R -
Reserva do Cabaçal - Ribeirão Cascalheira - Ribeirãozinho - Rio Branco - Rondolândia - Rondonópolis - Rosário Oeste
S -
Salto do Céu - Santa Carmem - Santa Cruz do Xingu - Santa Rita do Trivelato - Santa Terezinha - Santo Afonso - Santo Antônio do Leste - Santo Antônio de Leverger - São Félix do Araguaia - São José do Povo - São José do Rio Claro - São José do Xingu - São José dos Quatro Marcos - São Pedro da Cipa - Sapezal - Serra Nova Dourada - Sinop - Sorriso
T -
Tabaporã - Tangará da Serra - Tapurah - Terra Nova do Norte - Tesouro - Torixoréu
U -
União do Sul
V -
Vale de São Domingos - Várzea Grande - Vera - Vila Bela da Santíssima Trindade - Vila Rica

## Mato Grosso do Sul
A -

79 municípios

Água Clara - Alcinópolis - Amambai - Anastácio - Anaurilândia - Angélica - Antônio João - Aparecida do Taboado - Aquidauana - Aral Moreira
B -
Bandeirantes - Bataguassu - Batayporã - Bela Vista - Bodoquena - Bonito - Brasilândia
C -
Caarapó - Camapuã - Campo Grande - Caracol - Cassilândia - Chapadão do Sul - Corguinho - Coronel Sapucaia - Corumbá - Costa Rica - Coxim
D -
Deodápolis - Dois Irmãos do Buriti - Douradina - Dourados
E -
Eldorado
F -
Fátima do Sul - Figueirão
G -
Glória de Dourados - Guia Lopes da Laguna
I -
Iguatemi - Inocência - Itaporã - Itaquiraí - Ivinhema
J -
Japorã - Jaraguari - Jardim - Jateí - Juti
L -
Ladário - Laguna Carapã
M -
Maracaju - Miranda - Mundo Novo
N -
Naviraí - Nioaque - Nova Alvorada do Sul - Nova Andradina - Novo Horizonte do Sul
P -
Paraíso das Águas - Paranaíba - Paranhos - Pedro Gomes - Ponta Porã - Porto Murtinho
R -
Ribas do Rio Pardo - Rio Brilhante - Rio Negro - Rio Verde de Mato Grosso - Rochedo
S -
Santa Rita do Pardo - São Gabriel do Oeste - Selvíria - Sete Quedas - Sidrolândia - Sonora
T -
Tacuru - Taquarussu - Terenos - Três Lagoas
V -
Vicentina

## Minas Gerais
A -

853 municípios

Abadia dos Dourados - Abaeté - Abre-Campo - Acaiaca - Açucena - Água Boa - Água Comprida - Aguanil - Águas Formosas - Águas Vermelhas - Aimorés - Aiuruoca - Alagoa - Albertina - Além Paraíba - Alfenas - Alfredo Vasconcelos - Almenara - Alpercata - Alpinópolis - Alterosa - Alto Caparaó - Alto Jequitibá - Alto Rio Doce - Alvarenga - Alvinópolis - Alvorada de Minas - Amparo do Serra - Andradas - Andrelândia - Angelândia - Antônio Carlos - Antônio Dias - Antônio Prado de Minas - Araçaí - Aracitaba - Araçuaí - Araguari - Arantina - Araponga - Araporã - Arapuá - Araújos - Araxá - Arceburgo - Arcos - Areado - Argirita - Aricanduva - Arinos - Astolfo Dutra - Ataleia - Augusto de Lima
B -
Baependi - Baldim - Bambuí - Bandeira - Bandeira do Sul - Barão de Cocais - Barão de Monte Alto - Barbacena - Barra Longa - Barroso - Bela Vista de Minas - Belmiro Braga - Belo Horizonte - Belo Oriente - Belo Vale - Berilo - Berizal - Bertópolis - Betim - Bias Fortes - Bicas - Biquinhas - Boa Esperança - Bocaina de Minas - Bocaiúva - Bom Despacho - Bom Jardim de Minas - Bom Jesus da Penha - Bom Jesus do Amparo - Bom Jesus do Galho - Bom Repouso - Bom Sucesso - Bonfim - Bonfinópolis de Minas - Bonito de Minas - Borda da Mata - Botelhos - Botumirim - Brás Pires - Brasilândia de Minas - Brasília de Minas - Brasópolis - Braúnas - Brumadinho - Bueno Brandão - Buenópolis - Bugre - Buritis - Buritizeiro
C -
Cabeceira Grande - Cabo Verde - Cachoeira da Prata - Cachoeira de Minas - Cachoeira de Pajeú - Cachoeira Dourada - Caetanópolis - Caeté - Caiana - Cajuri - Caldas - Camacho - Camanducaia - Cambuí - Cambuquira - Campanário - Campanha - Campestre - Campina Verde - Campo Azul - Campo Belo - Campo do Meio - Campo Florido - Campos Altos - Campos Gerais - Cana Verde - Canaã - Canápolis - Candeias - Cantagalo - Caparaó - Capela Nova - Capelinha - Capetinga - Capim Branco - Capinópolis - Capitão Andrade - Capitão Enéas - Capitólio - Caputira - Caraí - Caranaíba - Carandaí - Carangola - Caratinga - Carbonita - Careaçu - Carlos Chagas - Carmésia - Carmo da Cachoeira - Carmo da Mata - Carmo de Minas - Carmo do Cajuru - Carmo do Paranaíba - Carmo do Rio Claro - Carmópolis de Minas - Carneirinho - Carrancas - Carvalhópolis - Carvalhos - Casa Grande - Cascalho Rico - Cássia - Cataguases - Catas Altas - Catas Altas da Noruega - Catuji - Catuti - Caxambu - Cedro do Abaeté - Central de Minas - Centralina - Chácara - Chalé - Chapada do Norte - Chapada Gaúcha - Chiador - Cipotânea - Claraval - Claro dos Poções - Cláudio - Coimbra - Coluna - Comendador Gomes - Comercinho - Conceição da Aparecida - Conceição da Barra de Minas - Conceição das Alagoas - Conceição das Pedras - Conceição de Ipanema - Conceição do Mato Dentro - Conceição do Pará - Conceição do Rio Verde - Conceição dos Ouros - Cônego Marinho - Confins - Congonhal - Congonhas - Congonhas do Norte - Conquista - Conselheiro Lafaiete - Conselheiro Pena - Consolação - Contagem - Coqueiral - Coração de Jesus - Cordisburgo - Cordislândia - Corinto - Coroaci - Coromandel - Coronel Fabriciano - Coronel Murta - Coronel Pacheco - Coronel Xavier Chaves - Córrego Danta - Córrego do Bom Jesus - Córrego Fundo - Córrego Novo - Couto de Magalhães de Minas - Crisólita - Cristais - Cristália - Cristiano Otoni - Cristina - Crucilândia - Cruzeiro da Fortaleza - Cruzília - Cuparaque - Curral de Dentro - Curvelo
D -
Datas - Delfim Moreira - Delfinópolis - Delta - Descoberto - Desterro de Entre Rios - Desterro do Melo - Diamantina - Diogo de Vasconcelos - Dionísio - Divinésia - Divino - Divino das Laranjeiras - Divinolândia de Minas - Divinópolis - Divisa Alegre - Divisa Nova - Divisópolis - Dom Bosco - Dom Cavati - Dom Joaquim - Dom Silvério - Dom Viçoso - Dona Eusébia - Dores de Campos - Dores de Guanhães - Dores do Indaiá - Dores do Turvo - Doresópolis - Douradoquara - Durandé
E -
Elói Mendes - Engenheiro Caldas - Engenheiro Navarro - Entre Folhas - Entre Rios de Minas - Ervália - Esmeraldas - Espera Feliz - Espinosa - Espírito Santo do Dourado - Estiva - Estrela Dalva - Estrela do Indaiá - Estrela do Sul - Eugenópolis - Ewbank da Câmara - Extrema
F -
Fama - Faria Lemos - Felício dos Santos - Felisburgo - Felixlândia - Fernandes Tourinho - Ferros - Fervedouro - Florestal - Formiga - Formoso - Fortaleza de Minas - Fortuna de Minas - Francisco Badaró - Francisco Dumont - Francisco Sá - Franciscópolis - Frei Gaspar - Frei Inocêncio - Frei Lagonegro - Fronteira - Fronteira dos Vales - Fruta de Leite - Frutal - Funilândia
G -
Galileia - Gameleiras - Glaucilândia - Goiabeira - Goianá - Gonçalves - Gonzaga - Gouvêia - Governador Valadares - Grão Mogol - Grupiara - Guanhães - Guapé - Guaraciaba - Guaraciama - Guaranésia - Guarani - Guarará - Guarda-Mor - Guaxupé - Guidoval - Guimarânia - Guiricema - Gurinhatã
H -
Heliodora
I -
Iapu - Ibertioga - Ibiá - Ibiaí - Ibiracatu - Ibiraci - Ibirité - Ibitiúra de Minas - Ibituruna - Icaraí de Minas - Igarapé - Igaratinga - Iguatama - Ijaci - Ilicínea - Imbé de Minas - Inconfidentes - Indaiabira - Indianópolis - Ingaí - Inhapim - Inhaúma - Inimutaba - Ipaba - Ipanema - Ipatinga - Ipiaçu - Ipuiúna - Iraí de Minas - Itabira - Itabirinha de Mantena - Itabirito - Itacambira - Itacarambi - Itaguara - Itaipé - Itajubá - Itamarandiba - Itamarati de Minas - Itambacuri - Itambé do Mato Dentro - Itamogi - Itamonte - Itanhandu - Itanhomi - Itaobim - Itapagipe - Itapecerica - Itapeva - Itatiaiuçu - Itaú de Minas - Itaúna - Itaverava - Itinga - Itueta - Ituiutaba - Itumirim - Iturama - Itutinga
J  -
Jaboticatubas - Jacinto - Jacuí - Jacutinga - Jaguaraçu - Jaíba - Jampruca - Janaúba - Januária - Japaraíba - Japonvar - Jeceaba - Jenipapo de Minas - Jequeri - Jequitaí - Jequitibá - Jequitinhonha - Jesuânia - Joaíma - Joanésia - João Monlevade - João Pinheiro - Joaquim Felício - Jordânia - José Gonçalves de Minas - José Raydan - Josenópolis - Juatuba - Juiz de Fora - Juramento - Juruaia - Juvenília
L -
Ladainha - Lagamar - Lagoa da Prata - Lagoa dos Patos - Lagoa Dourada - Lagoa Formosa - Lagoa Grande - Lagoa Santa - Lajinha - Lambari - Lamim - Laranjal - Lassance - Lavras - Leandro Ferreira - Leme do Prado - Leopoldina - Liberdade - Lima Duarte - Limeira do Oeste - Lontra - Luisburgo - Luislândia - Luminárias - Luz
M -
Machacalis - Machado - Madre de Deus de Minas - Malacacheta - Mamonas - Manga - Manhuaçu - Manhumirim - Mantena - Mar de Espanha - Maravilhas - Maria da Fé - Mariana - Marilac - Mário Campos - Maripá de Minas - Marliéria - Marmelópolis - Martinho Campos - Martins Soares - Mata Verde - Materlândia - Mateus Leme - Mathias Lobato - Matias Barbosa - Matias Cardoso - Matipó - Mato Verde - Matozinhos - Matutina - Medeiros - Medina - Mendes Pimentel - Mercês - Mesquita - Minas Novas - Minduri - Mirabela - Miradouro - Miraí - Miravânia - Moeda - Moema - Monjolos - Monsenhor Paulo - Montalvânia - Monte Alegre de Minas - Monte Azul - Monte Belo - Monte Carmelo - Monte Formoso - Monte Santo de Minas - Monte Sião - Montes Claros - Montezuma - Morada Nova de Minas - Morro da Garça - Morro do Pilar - Munhoz - Muriaé - Mutum - Muzambinho
N -
Nacip Raydan - Nanuque - Naque - Natalândia - Natércia - Nazareno - Nepomuceno - Ninheira - Nova Belém - Nova Era - Nova Lima - Nova Módica - Nova Ponte - Nova Porteirinha - Nova Resende - Nova Serrana - Nova União - Novo Cruzeiro - Novo Oriente de Minas - Novorizonte
O -
Olaria - Olhos-d'Água - Olímpio Noronha - Oliveira - Oliveira Fortes - Onça de Pitangui - Oratórios - Orizânia - Ouro Branco - Ouro Fino - Ouro Preto - Ouro Verde de Minas
P -
Padre Carvalho - Padre Paraíso - Pai Pedro - Paineiras - Pains - Paiva - Palma - Palmópolis - Papagaios - Pará de Minas - Paracatu - Paraguaçu - Paraisópolis - Paraopeba - Passa-Quatro - Passa Tempo - Passa Vinte - Passabém - Passos - Patis - Patos de Minas - Patrocínio - Patrocínio do Muriaé - Paula Cândido - Paulistas - Pavão - Peçanha - Pedra Azul - Pedra Bonita - Pedra do Anta - Pedra do Indaiá - Pedra Dourada - Pedralva - Pedras de Maria da Cruz - Pedrinópolis - Pedro Leopoldo - Pedro Teixeira - Pequeri - Pequi - Perdigão - Perdizes - Perdões - Periquito - Pescador - Piau - Piedade de Caratinga - Piedade de Ponte Nova - Piedade do Rio Grande - Piedade dos Gerais - Pimenta - Pingo d’Água - Pintópolis - Piracema - Pirajuba - Piranga - Piranguçu - Piranguinho - Pirapetinga - Pirapora - Piraúba - Pitangui - Piumhi - Planura - Poço Fundo - Poços de Caldas - Pocrane - Pompéu - Ponte Nova - Ponto Chique - Ponto dos Volantes - Porteirinha - Porto Firme - Poté - Pouso Alegre - Pouso Alto - Prados - Prata - Pratápolis - Pratinha - Presidente Bernardes - Presidente Juscelino - Presidente Kubitschek - Presidente Olegário - Prudente de Morais
Q -
Quartel Geral - Queluzito
R -
Raposos - Raul Soares - Recreio - Reduto - Resende Costa - Resplendor - Ressaquinha - Riachinho - Riacho dos Machados - Ribeirão das Neves - Ribeirão Vermelho - Rio Acima - Rio Casca - Rio do Prado - Rio Doce - Rio Espera - Rio Manso - Rio Novo - Rio Paranaíba - Rio Pardo de Minas - Rio Piracicaba - Rio Pomba - Rio Preto - Rio Vermelho - Ritápolis - Rochedo de Minas - Rodeiro - Romaria - Rosário da Limeira - Rubelita - Rubim
S -
Sabará - Sabinópolis - Sacramento - Salinas - Salto da Divisa - Santa Bárbara - Santa Bárbara do Leste - Santa Bárbara do Monte Verde - Santa Bárbara do Tugúrio - Santa Cruz de Minas - Santa Cruz de Salinas - Santa Cruz do Escalvado - Santa Efigênia de Minas - Santa Fé de Minas - Santa Helena de Minas - Santa Juliana - Santa Luzia - Santa Margarida - Santa Maria de Itabira - Santa Maria do Salto - Santa Maria do Suaçuí - Santa Rita de Caldas - Santa Rita de Jacutinga - Santa Rita de Minas - Santa Rita de Ibitipoca - Santa Rita do Itueto - Santa Rita do Sapucaí - Santa Rosa da Serra - Santa Vitória - Santana da Vargem - Santana de Cataguases - Santana de Pirapama - Santana do Deserto - Santana do Garambéu - Santana do Jacaré - Santana do Manhuaçu - Santana do Paraíso - Santana do Riacho - Santana dos Montes - Santo Antônio do Amparo - Santo Antônio do Aventureiro - Santo Antônio do Grama - Santo Antônio do Itambé - Santo Antônio do Jacinto - Santo Antônio do Monte - Santo Antônio do Retiro - Santo Antônio do Rio Abaixo - Santo Hipólito - Santos Dumont - São Bento Abade - São Brás do Suaçuí - São Domingos das Dores - São Domingos do Prata - São Félix de Minas - São Francisco - São Francisco de Paula - São Francisco de Sales - São Francisco do Glória - São Geraldo - São Geraldo da Piedade - São Geraldo do Baixio - São Gonçalo do Abaeté - São Gonçalo do Pará - São Gonçalo do Rio Abaixo - São Gonçalo do Rio Preto - São Gonçalo do Sapucaí - São Gotardo - São João Batista do Glória - São João da Lagoa - São João da Mata - São João da Ponte - São João das Missões - São João del-Rei - São João do Manhuaçu - São João do Manteninha - São João do Oriente - São João do Pacuí - São João do Paraíso - São João Evangelista - São João Nepomuceno - São Joaquim de Bicas - São José da Barra - São José da Lapa - São José da Safira - São José da Varginha - São José do Alegre - São José do Divino - São José do Goiabal - São José do Jacuri - São José do Mantimento - São Lourenço - São Miguel do Anta - São Pedro da União - São Pedro do Suaçuí - São Pedro dos Ferros - São Romão - São Roque de Minas - São Sebastião da Bela Vista - São Sebastião da Vargem Alegre - São Sebastião do Anta - São Sebastião do Maranhão - São Sebastião do Oeste - São Sebastião do Paraíso - São Sebastião do Rio Preto - São Sebastião do Rio Verde - São Tiago - São Tomás de Aquino - São Tomé das Letras - São Vicente de Minas - Sapucaí Mirim - Sardoá - Sarzedo - Sem Peixe - Senador Amaral - Senador Cortes - Senador Firmino - Senador José Bento - Senador Modestino Gonçalves - Senhora de Oliveira - Senhora do Porto - Senhora dos Remédios - Sericita - Seritinga - Serra Azul de Minas - Serra da Saudade - Serra do Salitre - Serra dos Aimorés - Serrania - Serranópolis de Minas - Serranos - Serro - Sete Lagoas - Setubinha - Silveirânia - Silvianópolis - Simão Pereira - Simonésia - Sobrália - Soledade de Minas
T -
Tabuleiro - Taiobeiras - Taparuba - Tapira - Tapiraí - Taquaraçu de Minas - Tarumirim - Teixeiras - Teófilo Otoni - Timóteo - Tiradentes - Tiros - Tocantins - Tocos do Moji - Toledo - Tombos - Três Corações - Três Marias - Três Pontas - Tumiritinga - Tupaciguara - Turmalina - Turvolândia
U -
Ubá - Ubaí - Ubaporanga - Uberaba - Uberlândia - Umburatiba - Unaí - União de Minas - Uruana de Minas - Urucânia - Urucuia
V -
Vargem Alegre - Vargem Bonita - Vargem Grande do Rio Pardo - Varginha - Varjão de Minas - Várzea da Palma - Varzelândia - Vazante - Verdelândia - Veredinha - Veríssimo - Vermelho Novo - Vespasiano - Viçosa - Vieiras - Virgem da Lapa - Virgínia - Virginópolis - Virgolândia - Visconde do Rio Branco - Volta Grande
W -
Wenceslau Braz

## Pará
A -

144 municípios

Abaetetuba - Abel Figueiredo - Acará - Afuá - Água Azul do Norte - Alenquer - Almeirim - Altamira - Anajás - Ananindeua - Anapu - Augusto Corrêa - Aurora do Pará - Aveiro
B -
Bagre - Baião - Bannach - Barcarena - Belém - Belterra - Benevides - Bom Jesus do Tocantins - Bonito - Bragança - Brasil Novo - Brejo Grande do Araguaia - Breu Branco - Breves - Bujaru
C -
Cachoeira do Arari - Cachoeira do Piriá - Cametá - Canaã dos Carajás - Capanema - Capitão Poço - Castanhal - Chaves - Colares - Conceição do Araguaia - Concórdia do Pará - Cumaru do Norte - Curionópolis - Curralinho - Curuá - Curuçá
D -
Dom Eliseu
E -
Eldorado dos Carajás
F -
Faro - Floresta do Araguaia
G -
Garrafão do Norte - Goianésia do Pará - Gurupá
I -
Igarapé-Açu - Igarapé-Miri - Inhangapi - Ipixuna do Pará - Irituia - Itaituba - Itupiranga
J -
Jacareacanga - Jacundá - Juruti
L -
Limoeiro do Ajuru
M -
Mãe do Rio - Magalhães Barata - Marabá - Maracanã - Marapanim - Marituba - Medicilândia - Melgaço - Mocajuba - Moju - Mojuí dos Campos - Monte Alegre - Muaná
N -
Nova Esperança do Piriá - Nova Ipixuna - Nova Timboteua - Novo Progresso - Novo Repartimento
O -
Óbidos - Oeiras do Pará - Oriximiná - Ourém - Ourilândia do Norte
P -
Pacajá - Palestina do Pará - Paragominas - Parauapebas - Pau d'Arco - Peixe-Boi - Piçarra - Placas - Ponta de Pedras - Portel - Porto de Moz - Prainha - Primavera
Q -
Quatipuru
R -
Redenção - Rio Maria - Rondon do Pará - Rurópolis
S -
Salinópolis - Salvaterra - Santa Bárbara do Pará - Santa Cruz do Arari - Santa Isabel do Pará - Santa Luzia do Pará - Santa Maria das Barreiras - Santa Maria do Pará - Santana do Araguaia - Santarém - Santarém Novo - Santo Antônio do Tauá - São Caetano de Odivelas - São Domingos do Araguaia - São Domingos do Capim - São Félix do Xingu - São Francisco do Pará - São Geraldo do Araguaia - São João da Ponta - São João de Pirabas - São João do Araguaia - São Miguel do Guamá - São Sebastião da Boa Vista - Sapucaia - Senador José Porfírio - Soure
T -
Tailândia - Terra Alta - Terra Santa - Tomé-Açu - Tracuateua - Trairão - Tucumã - Tucuruí
U -
Ulianópolis - Uruará
V -
Vigia - Vitória do Xingu - Viseu
X -
Xinguara

## Paraíba
A -

223 municípios

Água Branca - Aguiar - Alagoa Grande - Alagoa Nova - Alagoinha - Alcantil - Algodão de Jandaíra - Alhandra - Amparo - Aparecida - Araçagi - Arara - Araruna - Areia - Areia de Baraúnas - Areial - Aroeiras - Assunção
B -
Baía da Traição - Bananeiras - Baraúna - Barra de Santa Rosa - Barra de Santana - Barra de São Miguel - Bayeux - Belém - Belém do Brejo do Cruz - Bernardino Batista - Boa Ventura - Boa Vista - Bom Jesus - Bom Sucesso - Bonito de Santa Fé - Boqueirão - Borborema - Brejo do Cruz - Brejo dos Santos
C -
Caaporã - Cabaceiras - Cabedelo - Cachoeira dos Índios - Cacimba de Areia - Cacimba de Dentro - Cacimbas - Caiçara - Cajazeiras - Cajazeirinhas - Caldas Brandão - Camalaú - Campina Grande - Capim - Caraúbas - Carrapateira - Casserengue - Catingueira - Catolé do Rocha - Caturité - Conceição - Condado - Conde - Congo - Coremas - Coxixola - Cruz do Espírito Santo - Cubati - Cuité - Cuité de Mamanguape - Cuitegi - Curral de Cima - Curral Velho
D -
Damião - Desterro - Diamante - Dona Inês - Duas Estradas
E -
Emas - Esperança
F -
Fagundes - Frei Martinho
G -
Gado Bravo - Guarabira - Gurinhém - Gurjão
I -
Ibiara - Igaracy - Imaculada - Ingá - Itabaiana - Itaporanga - Itapororoca - Itatuba
J -
Jacaraú - Jericó - João Pessoa - Joca Claudino - Juarez Távora - Juazeirinho - Junco do Seridó - Juripiranga - Juru
L -
Lagoa - Lagoa de Dentro - Lagoa Seca - Lastro - Livramento - Logradouro - Lucena
M -
Mãe d'Água - Malta - Mamanguape - Manaíra - Marcação - Mari - Marizópolis - Massaranduba - Mataraca - Matinhas - Mato Grosso - Matureia - Mogeiro - Montadas - Monte Horebe - Monteiro - Mulungu
N -
Natuba - Nazarezinho - Nova Floresta - Nova Olinda - Nova Palmeira
O -
Olho d'Água - Olivedos - Ouro Velho
P -
Parari - Passagem - Patos - Paulista - Pedra Branca - Pedra Lavrada - Pedras de Fogo - Pedro Régis - Piancó - Picuí - Pilar - Pilões - Pilõezinhos - Pirpirituba - Pitimbu - Pocinhos - Poço Dantas - Poço de José de Moura - Pombal - Prata - Princesa Isabel - Puxinanã
Q -
Queimadas - Quixaba
R -
Remígio - Riachão - Riachão do Bacamarte - Riachão do Poço - Riacho de Santo Antônio - Riacho dos Cavalos - Rio Tinto
S -
Salgadinho - Salgado de São Félix - Santa Cecília - Santa Cruz - Santa Helena - Santa Inês - Santa Luzia - Santa Rita - Santa Terezinha - Santana de Mangueira - Santana dos Garrotes - Santo André - São Bento - São Bentinho - São Domingos - São Domingos do Cariri - São Francisco - São João do Cariri - São João do Rio do Peixe - São João do Tigre - São José da Lagoa Tapada - São José de Caiana - São José de Espinharas - São José de Piranhas - São José de Princesa - São José do Bonfim - São José do Brejo do Cruz - São José do Sabugi - São José dos Cordeiros - São José dos Ramos - São Mamede - São Miguel de Taipu - São Sebastião de Lagoa de Roça - São Sebastião do Umbuzeiro - São Vicente do Seridó - Sapé - Serra Branca - Serra da Raiz - Serra Grande - Serra Redonda - Serraria - Sertãozinho - Sobrado - Solânea - Soledade - Sossego - Sousa - Sumé
T -
Tacima - Taperoá - Tavares - Teixeira - Tenório - Triunfo
U -
Uiraúna - Umbuzeiro
V -
Várzea - Vieirópolis - Vista Serrana
Z -
Zabelê

## Paraná
A -

399 municípios

Abatiá - Adrianópolis - Agudos do Sul - Almirante Tamandaré - Altamira do Paraná - Alto Paraíso - Alto Paraná - Alto Piquiri - Altônia - Alvorada do Sul - Amaporã - Ampére - Anahy - Andirá - Ângulo - Antonina - Antônio Olinto - Apucarana - Arapongas - Arapoti - Arapuã - Araruna - Araucária - Ariranha do Ivaí - Assaí - Assis Chateaubriand - Astorga - Atalaia
B -
Balsa Nova - Bandeirantes - Barbosa Ferraz - Barra do Jacaré - Barracão - Bela Vista da Caroba - Bela Vista do Paraíso - Bituruna - Boa Esperança - Boa Esperança do Iguaçu - Boa Ventura de São Roque - Boa Vista da Aparecida - Bocaiúva do Sul - Bom Jesus do Sul - Bom Sucesso - Bom Sucesso do Sul - Borrazópolis - Braganey - Brasilândia do Sul
C -
Cafeara - Cafelândia - Cafezal do Sul - Califórnia - Cambará - Cambé - Cambira - Campina da Lagoa - Campina do Simão - Campina Grande do Sul - Campo Bonito - Campo do Tenente - Campo Largo - Campo Magro - Campo Mourão - Cândido de Abreu - Candói - Cantagalo - Capanema - Capitão Leônidas Marques - Carambeí - Carlópolis - Cascavel - Castro - Catanduvas - Centenário do Sul - Cerro Azul - Céu Azul - Chopinzinho - Cianorte - Cidade Gaúcha - Clevelândia - Colombo - Colorado - Congonhinhas - Conselheiro Mairinck - Contenda - Corbélia - Cornélio Procópio - Coronel Domingos Soares - Coronel Vivida - Corumbataí do Sul - Cruz Machado - Cruzeiro do Iguaçu - Cruzeiro do Oeste - Cruzeiro do Sul - Cruzmaltina - Curitiba - Curiúva
D -
Diamante do Norte - Diamante d'Oeste - Diamante do Sul - Dois Vizinhos - Douradina - Doutor Camargo - Doutor Ulysses
E -
Enéas Marques - Engenheiro Beltrão - Entre Rios do Oeste - Esperança Nova - Espigão Alto do Iguaçu
F -
Farol - Faxinal - Fazenda Rio Grande - Fênix - Fernandes Pinheiro - Figueira - Flor da Serra do Sul - Floraí - Floresta - Florestópolis - Flórida - Formosa do Oeste - Foz do Iguaçu - Foz do Jordão - Francisco Alves - Francisco Beltrão
G -
General Carneiro - Godoy Moreira - Goioerê - Goioxim - Grandes Rios - Guaíra - Guairaçá - Guamiranga - Guapirama - Guaporema - Guaraci - Guaraniaçu - Guarapuava - Guaraqueçaba - Guaratuba
H -
Honório Serpa
I -
Ibaiti - Ibema - Ibiporã - Icaraíma - Iguaraçu - Iguatu - Imbaú - Imbituva - Inácio Martins - Inajá - Indianópolis - Ipiranga - Iporã - Iracema do Oeste - Irati - Iretama - Itaguajé - Itaipulândia - Itambaracá - Itambé - Itapejara d'Oeste - Itaperuçu - Itaúna do Sul - Ivaí - Ivaiporã - Ivaté - Ivatuba
J -
Jaboti - Jacarezinho - Jaguapitã - Jaguariaíva - Jandaia do Sul - Janiópolis - Japira - Japurá - Jardim Alegre - Jardim Olinda - Jataizinho - Jesuítas - Joaquim Távora - Jundiaí do Sul - Juranda - Jussara
K -
Kaloré
L -
Lapa - Laranjal - Laranjeiras do Sul - Leópolis - Lidianópolis - Lindoeste - Loanda - Lobato - Londrina - Luiziânia - Lunardelli - Lupionópolis
M -
Mallet - Mamborê - Mandaguaçu - Mandaguari - Mandirituba -  Manfrinópolis - Mangueirinha - Manoel Ribas - Marechal Cândido Rondon - Maria Helena - Marialva - Marilândia do Sul - Marilena - Mariluz - Maringá - Mariópolis - Maripá - Marmeleiro - Marquinho - Marumbi - Matelândia - Matinhos - Mato Rico - Mauá da Serra - Medianeira - Mercedes - Mirador - Miraselva - Missal - Moreira Sales - Morretes - Munhoz de Melo
N -
Nossa Senhora das Graças - Nova Aliança do Ivaí - Nova América da Colina - Nova Aurora - Nova Cantu - Nova Esperança - Nova Esperança do Sudoeste - Nova Fátima - Nova Laranjeiras - Nova Londrina - Nova Olímpia - Nova Prata do Iguaçu - Nova Santa Bárbara - Nova Santa Rosa - Nova Tebas - Novo Itacolomi
O -
Ortigueira - Ourizona - Ouro Verde do Oeste
P -
Paiçandu - Palmas - Palmeira - Palmital - Palotina - Paraíso do Norte - Paranacity - Paranaguá - Paranapoema - Paranavaí - Pato Bragado - Pato Branco - Paula Freitas - Paulo Frontin - Peabiru - Perobal - Pérola - Pérola d'Oeste - Piên - Pinhais - Pinhal de São Bento - Pinhalão - Pinhão - Piraí do Sul - Piraquara - Pitanga - Pitangueiras – Planaltina do Paraná - Planalto - Ponta Grossa - Pontal do Paraná - Porecatu - Porto Amazonas - Porto Barreiro - Porto Rico - Porto Vitória - Prado Ferreira - Pranchita - Presidente Castelo Branco - Primeiro de Maio - Prudentópolis
Q -
Quarto Centenário - Quatiguá - Quatro Barras - Quatro Pontes - Quedas do Iguaçu - Querência do Norte - Quinta do Sol - Quitandinha
R -
Ramilândia - Rancho Alegre - Rancho Alegre d'Oeste - Realeza - Rebouças - Renascença - Reserva - Reserva do Iguaçu - Ribeirão Claro - Ribeirão do Pinhal - Rio Azul - Rio Bom - Rio Bonito do Iguaçu - Rio Branco do Ivaí - Rio Branco do Sul - Rio Negro - Rolândia - Roncador - Rondon - Rosário do Ivaí
S -
Sabáudia - Salgado Filho - Salto do Itararé - Salto do Lontra - Santa Amélia - Santana do Itararé - Santa Cecília do Pavão - Santa Cruz de Monte Castelo - Santa Fé - Santa Helena - Santa Inês - Santa Isabel do Ivaí - Santa Izabel do Oeste - Santa Lúcia - Santa Maria do Oeste - Santa Mariana - Santa Mônica - Santa Tereza do Oeste - Santa Terezinha de Itaipu - Santo Antônio da Platina - Santo Antônio do Caiuá - Santo Antônio do Paraíso - Santo Antônio do Sudoeste - Santo Inácio - São Carlos do Ivaí - São Jerônimo da Serra - São João - São João do Caiuá - São João do Ivaí - São João do Triunfo - São Jorge do Ivaí - São Jorge do Patrocínio - São Jorge d'Oeste - São José da Boa Vista - São José das Palmeiras - São José dos Pinhais - São Manoel do Paraná - São Mateus do Sul - São Miguel do Iguaçu - São Pedro do Iguaçu - São Pedro do Ivaí - São Pedro do Paraná - São Sebastião da Amoreira - São Tomé - Sapopema - Sarandi - Saudade do Iguaçu - Sengés - Serranópolis do Iguaçu - Sertaneja - Sertanópolis - Siqueira Campos - Sulina
T -
Tamarana - Tamboara - Tapejara - Tapira - Teixeira Soares - Telêmaco Borba - Terra Boa - Terra Rica - Terra Roxa - Tibagi - Tijucas do Sul - Toledo - Tomazina - Três Barras do Paraná - Tunas do Paraná - Tuneiras do Oeste - Tupãssi - Turvo
U -
Ubiratã - Umuarama - União da Vitória - Uniflor - Uraí
V -
Ventania - Vera Cruz do Oeste - Verê - Virmond - Vitorino
W -
Wenceslau Braz
X -
Xambrê

## Pernambuco
A -

184 municípios e o distrito estadual de Fernando de Noronha.

Abreu e Lima - Afogados da Ingazeira - Afrânio - Agrestina - Água Preta - Águas Belas - Alagoinha - Aliança - Altinho - Amaraji - Angelim - Araçoiaba - Araripina - Arcoverde
B -
Barra de Guabiraba - Barreiros - Belém de Maria - Belém de São Francisco - Belo Jardim - Betânia - Bezerros - Bodocó - Bom Conselho - Bom Jardim - Bonito - Brejão - Brejinho - Brejo da Madre de Deus - Buenos Aires - Buíque
C -
Cabo de Santo Agostinho - Cabrobó - Cachoeirinha - Caetés - Calçado - Calumbi - Camaragibe - Camocim de São Félix - Camutanga - Canhotinho - Capoeiras - Carnaíba - Carnaubeira da Penha - Carpina - Caruaru - Casinhas - Catende - Cedro - Chã de Alegria - Chã Grande - Condado - Correntes - Cortês - Cumaru - Cupira - Custódia
D -
Dormentes
E -
Escada - Exu
F -
Feira Nova - Fernando de Noronha (não é um município) - Ferreiros - Flores - Floresta - Frei Miguelinho
G -
Gameleira - Garanhuns - Glória do Goitá - Goiana - Granito - Gravatá
I -
Iati - Ibimirim - Ibirajuba - Igarassu - Iguaraci - Ilha de Itamaracá - Inajá - Ingazeira - Ipojuca - Ipubi - Itacuruba - Itaíba - Itambé - Itapetim - Itapissuma - Itaquitinga
J -
Jaboatão dos Guararapes - Jaqueira - Jataúba - Jatobá - João Alfredo - Joaquim Nabuco - Jucati - Jupi - Jurema
L -
Lagoa do Itaenga - Lagoa do Carro - Lagoa do Ouro - Lagoa dos Gatos - Lagoa Grande - Lajedo - Limoeiro
M -
Macaparana - Machados - Manari - Maraial - Mirandiba - Moreilândia - Moreno
N -
Nazaré da Mata
O -
Olinda - Orobó - Orocó - Ouricuri
P -
Palmares - Palmeirina - Panelas - Paranatama - Parnamirim - Passira - Paudalho - Paulista - Pedra - Pesqueira - Petrolândia - Petrolina - Poção - Pombos - Primavera
Q -
Quipapá - Quixaba
R -
Recife - Riacho das Almas - Ribeirão - Rio Formoso
S -
Sairé - Salgadinho - Salgueiro - Saloá - Sanharó - Santa Cruz - Santa Cruz da Baixa Verde - Santa Cruz do Capibaribe - Santa Filomena - Santa Maria da Boa Vista - Santa Maria do Cambucá - Santa Teresinha - São Benedito do Sul - São Bento do Una - São Caetano - São João - São Joaquim do Monte - São José da Coroa Grande - São José do Belmonte - São José do Egito - São Lourenço da Mata - São Vicente Ferrer - Serra Talhada - Serrita - Sertânia - Sirinhaém - Solidão - Surubim
T -
Tabira - Tacaimbó - Tacaratu - Tamandaré - Taquaritinga do Norte - Teresinha - Terra Nova - Timbaúba - Toritama - Tracunhaém - Trindade - Triunfo - Tupanatinga - Tuparetama
V -
Venturosa - Verdejante - Vertente do Lério - Vertentes - Vicência - Vitória de Santo Antão
X -
Xexéu
Fernando de Noronha não é um município, mas um distrito estadual. É considerado pelo IBGE como um "município-equivalente".

## Piauí
A -

224 municípios

Acauã - Agricolândia - Água Branca - Alagoinha do Piauí - Alegrete do Piauí - Alto Longá - Altos - Alvorada do Gurgueia - Amarante - Angical do Piauí - Anísio de Abreu - Antônio Almeida - Aroazes - Aroeiras do Itaim - Arraial - Assunção do Piauí - Avelino Lopes
B -
Baixa Grande do Ribeiro - Barra d'Alcântara - Barras - Barreiras do Piauí - Barro Duro - Batalha - Bela Vista do Piauí - Belém do Piauí - Beneditinos - Bertolínia - Betânia do Piauí - Boa Hora - Bocaina - Bom Jesus - Bom Princípio do Piauí - Bonfim do Piauí - Boqueirão do Piauí - Brasileira - Brejo do Piauí - Buriti dos Lopes - Buriti dos Montes
C -
Cabeceiras do Piauí - Cajazeiras do Piauí - Cajueiro da Praia - Caldeirão Grande do Piauí - Campinas do Piauí - Campo Alegre do Fidalgo - Campo Grande do Piauí - Campo Largo do Piauí - Campo Maior - Canavieira - Canto do Buriti - Capitão de Campos - Capitão Gervásio Oliveira - Caracol - Caraúbas do Piauí - Caridade do Piauí - Castelo do Piauí - Caxingó - Cocal - Cocal de Telha - Cocal dos Alves - Coivaras - Colônia do Gurgueia - Colônia do Piauí - Conceição do Canindé - Coronel José Dias - Corrente - Cristalândia do Piauí - Cristino Castro - Curimatá - Currais - Curral Novo do Piauí - Curralinhos
D -
Demerval Lobão - Dirceu Arcoverde - Dom Expedito Lopes - Dom Inocêncio - Domingos Mourão
E -
Elesbão Veloso - Eliseu Martins - Esperantina
F -
Fartura do Piauí - Flores do Piauí - Floresta do Piauí - Floriano  - Francinópolis - Francisco Ayres - Francisco Macedo - Francisco Santos - Fronteiras
G -
Geminiano - Gilbués - Guadalupe - Guaribas
H -
Hugo Napoleão
I -
Ilha Grande - Inhuma - Ipiranga do Piauí - Isaías Coelho - Itainópolis - Itaueira
J -
Jacobina do Piauí - Jaicós - Jardim do Mulato - Jatobá do Piauí - Jerumenha - João Costa - Joaquim Pires - Joca Marques - José de Freitas - Juazeiro do Piauí - Júlio Borges - Jurema
L -
Lagoa Alegre - Lagoa de São Francisco - Lagoa do Barro do Piauí - Lagoa do Piauí - Lagoa do Sítio - Lagoinha do Piauí - Landri Sales - Luís Correia - Luzilândia
M -
Madeiro - Manuel Emídio - Marcolândia - Marcos Parente - Massapê do Piauí - Matias Olímpio - Miguel Alves - Miguel Leão - Milton Brandão - Monsenhor Gil - Monsenhor Hipólito - Monte Alegre do Piauí - Morro Cabeça no Tempo - Morro do Chapéu do Piauí - Murici dos Portelas
N -
Nazaré do Piauí - Nazária - Nossa Senhora de Nazaré - Nossa Senhora dos Remédios - Nova Santa Rita - Novo Oriente do Piauí - Novo Santo Antônio
O -
Oeiras - Olho d'Água do Piauí
P -
Padre Marcos - Pais Landim - Pajeú do Piauí - Palmeira do Piauí - Palmeirais - Paquetá - Parnaguá - Parnaíba - Passagem Franca do Piauí - Patos do Piauí - Pau d'Arco do Piauí - Paulistana - Pavussu - Pedro II - Pedro Laurentino - Picos - Pimenteiras - Pio IX - Piracuruca - Piripiri - Porto - Porto Alegre do Piauí - Prata do Piauí
Q -
Queimada Nova
R -
Redenção do Gurgueia - Regeneração - Riacho Frio - Ribeira do Piauí - Ribeiro Gonçalves - Rio Grande do Piauí
S -
Santa Cruz do Piauí - Santa Cruz dos Milagres - Santa Filomena - Santa Luz - Santa Rosa do Piauí - Santana do Piauí - Santo Antônio de Lisboa - Santo Antônio dos Milagres - Santo Inácio do Piauí - São Braz do Piauí - São Félix do Piauí - São Francisco de Assis do Piauí - São Francisco do Piauí - São Gonçalo do Gurgueia - São Gonçalo do Piauí - São João da Canabrava - São João da Fronteira - São João da Serra - São João da Varjota - São João do Arraial - São João do Piauí - São José do Divino - São José do Peixe - São José do Piauí - São Julião - São Lourenço do Piauí - São Luís do Piauí - São Miguel da Baixa Grande - São Miguel do Fidalgo - São Miguel do Tapuio - São Pedro do Piauí - São Raimundo Nonato - Sebastião Barros - Sebastião Leal - Sigefredo Pacheco - Simões - Simplício Mendes - Socorro do Piauí - Sussuapara
T -
Tamboril do Piauí - Tanque do Piauí - Teresina
U -
União - Uruçuí
V -
Valença do Piauí - Várzea Branca - Várzea Grande - Vera Mendes - Vila Nova do Piauí
W -
Wall Ferraz

## Rio de Janeiro
A -

92 municípios

Angra dos Reis - Aperibé - Araruama - Areal - Armação dos Búzios - Arraial do Cabo
B -
Barra do Piraí - Barra Mansa - Belford Roxo - Bom Jardim - Bom Jesus do Itabapoana
C -
Cabo Frio - Cachoeiras de Macacu - Cambuci - Campos dos Goytacazes - Cantagalo - Carapebus - Cardoso Moreira - Carmo - Casimiro de Abreu - Comendador Levy Gasparian - Conceição de Macabu - Cordeiro
D -
Duas Barras - Duque de Caxias
E -
Engenheiro Paulo de Frontin
G -
Guapimirim
I -
Iguaba Grande - Itaboraí - Itaguaí - Italva - Itaocara - Itaperuna - Itatiaia
J -
Japeri
L -
Laje do Muriaé
M -
Macaé - Macuco - Magé - Mangaratiba - Maricá - Mendes - Mesquita - Miguel Pereira - Miracema
N -
Natividade - Nilópolis - Niterói - Nova Friburgo - Nova Iguaçu
P -
Paracambi - Paraíba do Sul - Paraty - Paty do Alferes - Petrópolis - Pinheiral - Piraí - Porciúncula - Porto Real
Q -
Quatis - Queimados - Quissamã
R -
Resende - Rio Bonito - Rio Claro - Rio das Flores - Rio das Ostras - Rio de Janeiro
S -
Santa Maria Madalena - Santo Antônio de Pádua - São Fidélis - São Francisco de Itabapoana - São Gonçalo - São João da Barra - São João de Meriti - São José de Ubá - São José do Vale do Rio Preto - São Pedro da Aldeia - São Sebastião do Alto - Sapucaia - Saquarema - Seropédica - Silva Jardim - Sumidouro
T -
Tanguá - Teresópolis - Trajano de Moraes - Três Rios
V -
Valença - Varre-Sai - Vassouras - Volta Redonda

## Rio Grande do Norte
A -

167 municípios

Acari - Afonso Bezerra - Água Nova - Alexandria - Almino Afonso - Alto do Rodrigues - Angicos - Antônio Martins - Apodi - Areia Branca - Arez - Assu
B -
Baía Formosa - Baraúna - Barcelona - Bento Fernandes - Boa Saúde - Bodó - Bom Jesus - Brejinho
C -
Caiçara do Norte - Caiçara do Rio do Vento - Caicó - Campo Grande - Campo Redondo - Canguaretama - Caraúbas - Carnaúba dos Dantas - Carnaubais - Ceará-Mirim - Cerro Corá - Coronel Ezequiel - Coronel João Pessoa - Cruzeta - Currais Novos
D -
Doutor Severiano
E -
Encanto - Equador - Espírito Santo - Extremoz
F -
Felipe Guerra - Fernando Pedroza - Florânia - Francisco Dantas - Frutuoso Gomes
G -
Galinhos - Goianinha - Governador Dix-Sept Rosado - Grossos - Guamaré
I -
Ielmo Marinho - Ipanguaçu - Ipueira - Itajá - Itaú
J -
Jaçanã - Jandaíra - Janduís - Japi - Jardim de Angicos - Jardim de Piranhas - Jardim do Seridó - João Câmara - João Dias - José da Penha - Jucurutu - Jundiá
L -
Lagoa d'Anta - Lagoa de Pedras - Lagoa de Velhos - Lagoa Nova - Lagoa Salgada - Lajes - Lajes Pintadas - Lucrécia - Luís Gomes
M -
Macaíba - Macau - Major Sales - Marcelino Vieira - Martins - Maxaranguape - Messias Targino - Montanhas - Monte Alegre - Monte das Gameleiras - Mossoró
N -
Natal - Nísia Floresta - Nova Cruz
O -
Olho-d'Água do Borges - Ouro Branco
P -
Paraná - Paraú - Parazinho - Parelhas - Parnamirim - Passa-e-Fica - Passagem - Patu - Pau dos Ferros - Pedra Grande - Pedra Preta - Pedro Avelino - Pedro Velho - Pendências - Pilões - Poço Branco - Portalegre - Porto do Mangue - Pureza
R -
Rafael Fernandes - Rafael Godeiro - Riacho da Cruz - Riacho de Santana - Riachuelo - Rio do Fogo - Rodolfo Fernandes - Ruy Barbosa
S -
Santa Cruz - Santa Maria - Santana do Matos - Santana do Seridó - Santo Antônio - São Bento do Norte - São Bento do Trairi - São Fernando - São Francisco do Oeste - São Gonçalo do Amarante - São João do Sabugi - São José de Mipibu - São José do Campestre - São José do Seridó - São Miguel - São Miguel do Gostoso - São Paulo do Potengi - São Pedro - São Rafael - São Tomé - São Vicente - Senador Elói de Souza - Senador Georgino Avelino - Serra Caiada - Serra de São Bento - Serra do Mel - Serra Negra do Norte - Serrinha - Serrinha dos Pintos - Severiano Melo - Sítio Novo
T -
Taboleiro Grande - Taipu - Tangará - Tenente Ananias - Tenente Laurentino Cruz - Tibau - Tibau do Sul - Timbaúba dos Batistas - Touros - Triunfo Potiguar
U -
Umarizal - Upanema
V -
Várzea - Venha-Ver - Vera Cruz - Viçosa - Vila Flor

## Rio Grande do Sul
A -

497 municípios

Aceguá - Água Santa - Agudo - Ajuricaba - Alecrim - Alegrete - Alegria - Almirante Tamandaré do Sul - Alpestre - Alto Alegre - Alto Feliz - Alvorada - Amaral Ferrador - Ametista do Sul - André da Rocha - Anta Gorda - Antônio Prado - Arambaré - Araricá - Aratiba - Arroio do Meio - Arroio do Padre - Arroio do Sal - Arroio do Tigre - Arroio dos Ratos - Arroio Grande - Arvorezinha - Augusto Pestana - Áurea
B -
Bagé - Balneário Pinhal - Barão - Barão de Cotegipe - Barão do Triunfo - Barra do Guarita - Barra do Quaraí - Barra do Ribeiro - Barra do Rio Azul - Barra Funda - Barracão - Barros Cassal - Benjamin Constant do Sul - Bento Gonçalves - Boa Vista das Missões - Boa Vista do Buricá - Boa Vista do Cadeado - Boa Vista do Incra - Boa Vista do Sul - Bom Jesus - Bom Princípio - Bom Progresso - Bom Retiro do Sul - Boqueirão do Leão - Bossoroca - Bozano - Braga - Brochier - Butiá
C -
Caçapava do Sul - Cacequi - Cachoeira do Sul - Cachoeirinha - Cacique Doble - Caibaté - Caiçara - Camaquã - Camargo - Cambará do Sul - Campestre da Serra - Campina das Missões - Campinas do Sul - Campo Bom - Campo Novo - Campos Borges - Candelária - Cândido Godói - Candiota - Canela - Canguçu - Canoas - Canudos do Vale - Capão Bonito do Sul - Capão da Canoa - Capão do Cipó - Capão do Leão - Capela de Santana - Capitão - Capivari do Sul - Caraá - Carazinho - Carlos Barbosa - Carlos Gomes - Casca - Caseiros - Catuípe - Caxias do Sul - Centenário - Cerrito - Cerro Branco - Cerro Grande - Cerro Grande do Sul - Cerro Largo - Chapada - Charqueadas - Charrua - Chiapetta - Chuí - Chuvisca - Cidreira - Ciríaco - Colinas - Colorado - Condor - Constantina - Coqueiro Baixo - Coqueiros do Sul - Coronel Barros - Coronel Bicaco - Coronel Pilar - Cotiporã - Coxilha - Crissiumal - Cristal - Cristal do Sul - Cruz Alta - Cruzaltense - Cruzeiro do Sul
D -
David Canabarro - Derrubadas - Dezesseis de Novembro - Dilermando de Aguiar - Dois Irmãos - Dois Irmãos das Missões - Dois Lajeados - Dom Feliciano - Dom Pedrito - Dom Pedro de Alcântara - Dona Francisca - Doutor Maurício Cardoso - Doutor Ricardo
E -
Eldorado do Sul - Encantado - Encruzilhada do Sul - Engenho Velho - Entre-Ijuís - Entre Rios do Sul - Erebango - Erechim - Ernestina - Erval Grande - Erval Seco - Esmeralda - Esperança do Sul - Espumoso - Estação - Estância Velha - Esteio - Estrela - Estrela Velha - Eugênio de Castro
F -
Fagundes Varela - Farroupilha - Faxinal do Soturno - Faxinalzinho - Fazenda Vilanova - Feliz - Flores da Cunha - Floriano Peixoto - Fontoura Xavier - Formigueiro - Forquetinha - Fortaleza dos Valos - Frederico Westphalen
G -
Garibaldi - Garruchos - Gaurama - General Câmara - Gentil - Getúlio Vargas - Giruá - Glorinha - Gramado - Gramado dos Loureiros - Gramado Xavier - Gravataí - Guabiju - Guaíba - Guaporé - Guarani das Missões
H -
Harmonia - Herval - Herveiras - Horizontina - Hulha Negra - Humaitá
I -
Ibarama - Ibiaçá - Ibiraiaras - Ibirapuitã - Ibirubá - Igrejinha - Ijuí - Ilópolis - Imbé - Imigrante - Independência - Inhacorá - Ipê - Ipiranga do Sul - Iraí - Itaara - Itacurubi - Itapuca - Itaqui - Itati - Itatiba do Sul - Ivorá - Ivoti
J -
Jaboticaba - Jacuizinho - Jacutinga - Jaguarão - Jaguari - Jaquirana - Jari - Jóia - Júlio de Castilhos
L -
Lagoa Bonita do Sul - Lagoa dos Três Cantos - Lagoa Vermelha - Lagoão - Lajeado -
Lajeado do Bugre - Lavras do Sul - Liberato Salzano - Lindolfo Collor - Linha Nova
M -
Maçambará - Machadinho - Mampituba - Manoel Viana - Maquiné - Maratá - Marau - Marcelino Ramos - Mariana Pimentel - Mariano Moro - Marques de Souza - Mata - Mato Castelhano - Mato Leitão - Mato Queimado - Maximiliano de Almeida - Minas do Leão - Miraguaí - Montauri - Monte Alegre dos Campos - Monte Belo do Sul - Montenegro - Mormaço - Morrinhos do Sul - Morro Redondo - Morro Reuter - Mostardas - Muçum - Muitos Capões - Muliterno
N -
Não-Me-Toque - Nicolau Vergueiro - Nonoai - Nova Alvorada - Nova Araçá - Nova Bassano - Nova Boa Vista - Nova Bréscia - Nova Candelária - Nova Esperança do Sul - Nova Hartz - Nova Pádua - Nova Palma - Nova Petrópolis - Nova Prata - Nova Ramada - Nova Roma do Sul - Nova Santa Rita - Novo Barreiro - Novo Cabrais - Novo Hamburgo - Novo Machado - Novo Tiradentes - Novo Xingu
O -
Osório
P -
Paim Filho - Palmares do Sul - Palmeira das Missões - Palmitinho - Panambi - Pantano Grande - Paraí - Paraíso do Sul - Pareci Novo - Parobé - Passa Sete - Passo do Sobrado - Passo Fundo - Paulo Bento - Paverama - Pedras Altas - Pedro Osório - Pejuçara - Pelotas - Picada Café - Pinhal - Pinhal da Serra - Pinhal Grande - Pinheirinho do Vale - Pinheiro Machado -  Pinto Bandeira - Pirapó - Piratini - Planalto - Poço das Antas - Pontão - Ponte Preta - Portão - Porto Alegre - Porto Lucena - Porto Mauá - Porto Vera Cruz - Porto Xavier - Pouso Novo - Presidente Lucena - Progresso - Protásio Alves - Putinga
Q -
Quaraí - Quatro Irmãos - Quevedos - Quinze de Novembro
R -
Redentora - Relvado - Restinga Seca - Rio dos Índios - Rio Grande - Rio Pardo - Riozinho - Roca Sales - Rodeio Bonito - Rolador - Rolante - Ronda Alta - Rondinha - Roque Gonzales - Rosário do Sul
S -
Sagrada Família - Saldanha Marinho - Salto do Jacuí - Salvador das Missões - Salvador do Sul - Sananduva - Santa Bárbara do Sul - Santa Cecília do Sul - Santa Clara do Sul - Santa Cruz do Sul - Santa Margarida do Sul - Santa Maria - Santa Maria do Herval - Santa Rosa - Santa Tereza - Santa Vitória do Palmar - Santana da Boa Vista - Santana do Livramento - Santiago - Santo Ângelo - Santo Antônio da Patrulha - Santo Antônio das Missões - Santo Antônio do Palma - Santo Antônio do Planalto - Santo Augusto - Santo Cristo - Santo Expedito do Sul - São Borja - São Domingos do Sul - São Francisco de Assis - São Francisco de Paula - São Gabriel - São Jerônimo - São João da Urtiga - São João do Polêsine - São Jorge - São José das Missões - São José do Herval - São José do Hortêncio - São José do Inhacorá - São José do Norte - São José do Ouro - São José do Sul - São José dos Ausentes - São Leopoldo - São Lourenço do Sul - São Luiz Gonzaga - São Marcos - São Martinho - São Martinho da Serra - São Miguel das Missões - São Nicolau - São Paulo das Missões - São Pedro da Serra - São Pedro das Missões - São Pedro do Butiá - São Pedro do Sul - São Sebastião do Caí - São Sepé - São Valentim - São Valentim do Sul - São Valério do Sul - São Vendelino - São Vicente do Sul - Sapiranga - Sapucaia do Sul - Sarandi - Seberi - Sede Nova - Segredo - Selbach - Senador Salgado Filho - Sentinela do Sul - Serafina Corrêa - Sério - Sertão - Sertão Santana - Sete de Setembro - Severiano de Almeida - Silveira Martins - Sinimbu - Sobradinho - Soledade
T -
Tabaí - Tapejara - Tapera - Tapes - Taquara - Taquari - Taquaruçu do Sul - Tavares - Tenente Portela - Terra de Areia - Teutônia - Tio Hugo - Tiradentes do Sul - Toropi - Torres - Tramandaí - Travesseiro - Três Arroios - Três Cachoeiras - Três Coroas - Três de Maio - Três Forquilhas - Três Palmeiras - Três Passos - Trindade do Sul - Triunfo - Tucunduva - Tunas - Tupanci do Sul - Tupanciretã - Tupandi - Tuparendi - Turuçu
U -
Ubiretama - União da Serra - Unistalda - Uruguaiana
V -
Vacaria - Vale do Sol - Vale Real - Vale Verde - Vanini - Venâncio Aires -
Vera Cruz - Veranópolis - Vespasiano Corrêa - Viadutos - Viamão - Vicente Dutra - Victor Graeff - Vila Flores - Vila Lângaro - Vila Maria - Vila Nova do Sul - Vista Alegre - Vista Alegre do Prata - Vista Gaúcha - Vitória das Missões
W -
Westfália
X -
Xangri-lá

## Rondônia
A -

52 municípios

Alta Floresta d'Oeste - Alto Alegre dos Parecis - Alto Paraíso - Alvorada d'Oeste - Ariquemes
B -
Buritis
C -
Cabixi - Cacaulândia - Cacoal - Campo Novo de Rondônia - Candeias do Jamari - Castanheiras - Cerejeiras - Chupinguaia - Colorado do Oeste - Corumbiara - Costa Marques - Cujubim
E -
Espigão d'Oeste
G -
Governador Jorge Teixeira - Guajará-Mirim
I -
Itapuã do Oeste
J -
Jaru - Ji-Paraná
M -
Machadinho d'Oeste - Ministro Andreazza - Mirante da Serra - Monte Negro
N -
Nova Brasilândia d'Oeste - Nova Mamoré - Nova União - Novo Horizonte do Oeste
O -
Ouro Preto do Oeste
P -
Parecis - Pimenta Bueno - Pimenteiras do Oeste - Porto Velho - Presidente Médici - Primavera de Rondônia
R -
Rio Crespo - Rolim de Moura
S -
Santa Luzia d'Oeste - São Felipe d'Oeste - São Francisco do Guaporé - São Miguel do Guaporé - Seringueiras
T -
Teixeirópolis - Theobroma
U -
Urupá
V -
Vale do Anari - Vale do Paraíso - Vilhena

## Roraima

15 municípios

A -
Alto Alegre - Amajari
B -
Boa Vista - Bonfim
C -
Cantá - Caracaraí - Caroebe
I -
Iracema
M -
Mucajaí
N -
Normandia
P -
Pacaraima
R -
Rorainópolis
S -
São João da Baliza - São Luiz
U -
Uiramutã

## Santa Catarina
A -

295 municípios

Abdon Batista - Abelardo Luz - Agrolândia - Agronômica - Água Doce - Águas de Chapecó - Águas Frias - Águas Mornas - Alfredo Wagner - Alto Bela Vista - Anchieta - Angelina - Anita Garibaldi - Anitápolis - Antônio Carlos - Apiúna - Arabutã - Araquari - Araranguá - Armazém - Arroio Trinta - Arvoredo - Ascurra - Atalanta - Aurora
B -
Balneário Arroio do Silva - Balneário Barra do Sul - Balneário Camboriú - Balneário Gaivota - Balneário Rincão - Bandeirante - Barra Velha - Barra Bonita - Bela Vista do Toldo - Belmonte - Benedito Novo - Biguaçu - Blumenau - Bocaina do Sul - Bom Jardim da Serra - Bom Jesus - Bom Jesus do Oeste - Bom Retiro - Bombinhas - Botuverá - Braço do Norte - Braço do Trombudo - Brunópolis - Brusque
C -
Caçador - Caibi - Calmon - Camboriú - Campo Alegre - Campo Belo do Sul - Campo Erê - Campos Novos - Canelinha - Canoinhas - Capão Alto - Capinzal - Capivari de Baixo - Catanduvas - Caxambu do Sul - Celso Ramos - Cerro Negro - Chapadão do Lageado - Chapecó - Cocal do Sul - Concórdia - Cordilheira Alta - Coronel Freitas - Coronel Martins - Correia Pinto - Corupá - Criciúma - Cunha Porã - Cunhataí - Curitibanos
D -
Descanso - Dionísio Cerqueira - Dona Emma - Doutor Pedrinho
E -
Entre Rios - Ermo - Erval Velho
F -
Faxinal dos Guedes - Flor do Sertão - Florianópolis - Formosa do Sul - Forquilhinha - Fraiburgo - Frei Rogério
G -
Galvão - Garopaba - Garuva - Gaspar - Governador Celso Ramos - Grão-Pará - Gravatal - Guabiruba - Guaraciaba - Guaramirim - Guarujá do Sul - Guatambu
H -
Herval d'Oeste
I -
Ibiam - Ibicaré - Ibirama - Içara - Ilhota - Imaruí - Imbituba - Imbuia - Indaial - Iomerê - Ipira - Iporã do Oeste - Ipuaçu - Ipumirim - Iraceminha - Irani - Irati - Irineópolis - Itá - Itaiópolis - Itajaí - Itapema - Itapiranga - Itapoá - Ituporanga
J -
Jaborá - Jacinto Machado - Jaguaruna - Jaraguá do Sul - Jardinópolis - Joaçaba - Joinville - José Boiteux - Jupiá
L -
Lacerdópolis - Lajeado Grande - Lages - Laguna - Laurentino - Lauro Müller - Lebon Régis - Leoberto Leal - Lindóia do Sul - Lontras - Luiz Alves - Luzerna
M -
Macieira - Mafra - Major Gercino - Major Vieira - Maracajá - Maravilha - Marema - Massaranduba - Matos Costa - Meleiro - Mirim Doce - Modelo - Mondaí - Monte Carlo - Monte Castelo - Morro da Fumaça - Morro Grande
N -
Navegantes - Nova Erechim - Nova Itaberaba - Nova Trento - Nova Veneza - Novo Horizonte
O -
Orleans - Otacílio Costa - Ouro - Ouro Verde
P -
Paial - Painel - Palhoça - Palma Sola - Palmeira - Palmitos - Papanduva - Paraíso - Passo de Torres - Passos Maia - Paulo Lopes - Pedras Grandes - Penha - Peritiba - Pescaria Brava - Petrolândia - Piçarras - Pinhalzinho - Pinheiro Preto - Piratuba - Planalto Alegre - Pomerode - Ponte Alta - Ponte Alta do Norte - Ponte Serrada - Porto Belo - Porto União - Pouso Redondo - Praia Grande - Presidente Castello Branco - Presidente Getúlio - Presidente Nereu - Princesa
Q -
Quilombo
R -
Rancho Queimado - Rio das Antas - Rio do Campo - Rio do Oeste - Rio do Sul - Rio dos Cedros - Rio Fortuna - Rio Negrinho - Rio Rufino - Riqueza - Rodeio - Romelândia
S -
Salete - Saltinho - Salto Veloso - Sangão - Santa Cecília - Santa Helena - Santa Rosa de Lima - Santa Rosa do Sul - Santa Terezinha - Santa Terezinha do Progresso - Santiago do Sul - Santo Amaro da Imperatriz - São Bento do Sul - São Bernardino - São Bonifácio - São Carlos - São Cristóvão do Sul - São Domingos - São Francisco do Sul - São João Batista - São João do Itaperiú - São João do Oeste - São João do Sul - São Joaquim - São José - São José do Cedro - São José do Cerrito - São Lourenço do Oeste - São Ludgero - São Martinho - São Miguel do Oeste - São Miguel da Boa Vista - São Pedro de Alcântara - Saudades - Schroeder - Seara - Serra Alta - Siderópolis - Sombrio - Sul Brasil
T -
Taió - Tangará - Tigrinhos - Tijucas - Timbé do Sul - Timbó - Timbó Grande - Três Barras - Treviso - Treze de Maio - Treze Tílias - Trombudo Central - Tubarão - Tunápolis - Turvo
U -
União do Oeste - Urubici - Urupema - Urussanga
V -
Vargeão - Vargem - Vargem Bonita - Vidal Ramos - Videira - Vitor Meireles
W -
Witmarsum
X -
Xanxerê - Xavantina - Xaxim
Z -
Zortéa

## São Paulo
A -

645 municípios

Adamantina - Adolfo - Aguaí - Águas da Prata - Águas de Lindóia - Águas de Santa Bárbara - Águas de São Pedro - Agudos - Alambari - Alfredo Marcondes - Altair - Altinópolis - Alto Alegre - Alumínio - Álvares Florence - Álvares Machado - Álvaro de Carvalho - Alvinlândia - Americana - Américo Brasiliense - Américo de Campos - Amparo - Analândia - Andradina - Angatuba - Anhembi - Anhumas - Aparecida - Aparecida d'Oeste - Apiaí - Araçariguama - Araçatuba - Araçoiaba da Serra - Aramina - Arandu - Arapeí - Araraquara - Araras - Arco-Íris - Arealva - Areias - Areiópolis - Ariranha - Artur Nogueira - Arujá - Aspásia - Assis - Atibaia - Auriflama - Avaí - Avanhandava - Avaré
B -
Bady Bassitt - Balbinos - Bálsamo - Bananal - Barão de Antonina - Barbosa - Bariri - Barra Bonita - Barra do Chapéu - Barra do Turvo - Barretos - Barrinha - Barueri - Bastos - Batatais - Bauru - Bebedouro - Bento de Abreu - Bernardino de Campos - Bertioga - Bilac - Birigui - Biritiba Mirim - Boa Esperança do Sul - Bocaina - Bofete - Boituva - Bom Jesus dos Perdões - Bom Sucesso de Itararé - Borá - Boraceia - Borborema - Borebi - Botucatu - Bragança Paulista - Braúna - Brejo Alegre - Brodowski - Brotas - Buri - Buritama - Buritizal
C -
Cabrália Paulista - Cabreúva - Caçapava - Cachoeira Paulista - Caconde - Cafelândia - Caiabu - Caieiras - Caiuá - Cajamar - Cajati - Cajobi - Cajuru - Campina do Monte Alegre - Campinas - Campo Limpo Paulista - Campos do Jordão - Campos Novos Paulista - Cananeia - Canas - Cândido Mota - Cândido Rodrigues - Canitar - Capão Bonito - Capela do Alto - Capivari - Caraguatatuba - Carapicuíba - Cardoso - Casa Branca - Cássia dos Coqueiros - Castilho - Catanduva - Catiguá - Cedral - Cerqueira César - Cerquilho - Cesário Lange - Charqueada - Chavantes - Clementina - Colina - Colômbia - Conchal - Conchas - Cordeirópolis - Coroados - Coronel Macedo - Corumbataí - Cosmópolis - Cosmorama - Cotia - Cravinhos - Cristais Paulista - Cruzália - Cruzeiro - Cubatão - Cunha
D -
Descalvado - Diadema - Dirce Reis - Divinolândia - Dobrada - Dois Córregos - Dolcinópolis - Dourado - Dracena - Duartina - Dumont
E -
Echaporã - Eldorado - Elias Fausto - Elisiário - Embaúba - Embu das Artes - Embu-Guaçu - Emilianópolis - Engenheiro Coelho - Espírito Santo do Pinhal - Espírito Santo do Turvo - Estiva Gerbi - Estrela do Norte - Estrela d'Oeste - Euclides da Cunha Paulista
F -
Fartura - Fernando Prestes - Fernandópolis - Fernão - Ferraz de Vasconcelos - Flora Rica - Floreal - Flórida Paulista - Florínea - Franca - Francisco Morato - Franco da Rocha
G -
Gabriel Monteiro - Gália - Garça - Gastão Vidigal - Gavião Peixoto - General Salgado - Getulina - Glicério - Guaiçara - Guaimbê - Guaíra - Guapiaçu - Guapiara - Guará - Guaraçaí - Guaraci - Guarani d'Oeste - Guarantã - Guararapes - Guararema - Guaratinguetá - Guareí - Guariba - Guarujá - Guarulhos - Guatapará - Guzolândia
H -
Herculândia - Holambra - Hortolândia
I -
Iacanga - Iacri - Iaras - Ibaté - Ibirá - Ibirarema - Ibitinga - Ibiúna - Icém - Iepê - Igaraçu do Tietê - Igarapava - Igaratá - Iguape - Ilha Comprida - Ilha Solteira - Ilhabela - Indaiatuba - Indiana - Indiaporã - Inúbia Paulista - Ipaussu - Iperó - Ipeúna - Ipiguá - Iporanga - Ipuã - Iracemápolis - Irapuã - Irapuru - Itaberá - Itaí - Itajobi - Itaju - Itanhaém - Itaóca - Itapecerica da Serra - Itapetininga - Itapeva - Itapevi - Itapira - Itapirapuã Paulista - Itápolis - Itaporanga - Itapuí - Itapura - Itaquaquecetuba - Itararé - Itariri - Itatiba - Itatinga - Itirapina - Itirapuã - Itobi - Itu - Itupeva - Ituverava
J -
Jaborandi - Jaboticabal - Jacareí - Jaci - Jacupiranga - Jaguariúna - Jales - Jambeiro - Jandira - Jardinópolis - Jarinu - Jaú - Jeriquara - Joanópolis - João Ramalho - José Bonifácio - Júlio Mesquita - Jumirim - Jundiaí - Junqueirópolis - Juquiá - Juquitiba
L -
Lagoinha - Laranjal Paulista - Lavínia - Lavrinhas - Leme - Lençóis Paulista - Limeira - Lindóia - Lins - Lorena - Lourdes - Louveira - Lucélia - Lucianópolis - Luís Antônio - Luiziânia - Lupércio - Lutécia
M -
Macatuba - Macaubal - Macedônia - Magda - Mairinque - Mairiporã - Manduri - Marabá Paulista - Maracaí - Marapoama - Mariápolis - Marília - Marinópolis - Martinópolis - Matão - Mauá - Mendonça - Meridiano - Mesópolis - Miguelópolis - Mineiros do Tietê - Mira Estrela - Miracatu - Mirandópolis - Mirante do Paranapanema - Mirassol - Mirassolândia - Mococa - Mogi das Cruzes - Mogi Guaçu - Mogi Mirim - Mombuca - Monções - Mongaguá - Monte Alegre do Sul - Monte Alto - Monte Aprazível - Monte Azul Paulista - Monte Castelo - Monte Mor - Monteiro Lobato - Morro Agudo - Morungaba - Motuca - Murutinga do Sul
N -
Nantes - Narandiba - Natividade da Serra - Nazaré Paulista - Neves Paulista - Nhandeara - Nipoã - Nova Aliança - Nova Campina - Nova Canaã Paulista - Nova Castilho - Nova Europa - Nova Granada - Nova Guataporanga - Nova Independência - Nova Luzitânia - Nova Odessa - Novais - Novo Horizonte - Nuporanga
O -
Ocauçu - Óleo - Olímpia - Onda Verde - Oriente - Orindiúva - Orlândia - Osasco - Oscar Bressane - Osvaldo Cruz - Ourinhos - Ouro Verde - Ouroeste
P -
Pacaembu - Palestina - Palmares Paulista - Palmeira d'Oeste - Palmital - Panorama - Paraguaçu Paulista - Paraibuna - Paraíso - Paranapanema - Paranapuã - Parapuã - Pardinho - Pariquera-Açu - Parisi - Patrocínio Paulista - Pauliceia - Paulínia - Paulistânia - Paulo de Faria - Pederneiras - Pedra Bela - Pedranópolis - Pedregulho - Pedreira - Pedrinhas Paulista - Pedro de Toledo - Penápolis - Pereira Barreto - Pereiras - Peruíbe - Piacatu - Piedade - Pilar do Sul - Pindamonhangaba - Pindorama - Pinhalzinho - Piquerobi - Piquete - Piracaia - Piracicaba - Piraju - Pirajuí - Pirangi - Pirapora do Bom Jesus - Pirapozinho - Pirassununga - Piratininga - Pitangueiras - Planalto - Platina - Poá - Poloni - Pompeia - Pongaí - Pontal - Pontalinda - Pontes Gestal - Populina - Porangaba - Porto Feliz - Porto Ferreira - Potim - Potirendaba - Pracinha - Pradópolis - Praia Grande - Pratânia - Presidente Alves - Presidente Bernardes - Presidente Epitácio - Presidente Prudente - Presidente Venceslau - Promissão
Q -
Quadra - Quatá - Queiroz - Queluz - Quintana
R -
Rafard - Rancharia - Redenção da Serra - Regente Feijó - Reginópolis - Registro - Restinga - Ribeira - Ribeirão Bonito - Ribeirão Branco - Ribeirão Corrente - Ribeirão do Sul - Ribeirão dos Índios - Ribeirão Grande - Ribeirão Pires - Ribeirão Preto - Rifaina - Rincão - Rinópolis - Rio Claro - Rio das Pedras - Rio Grande da Serra - Riolândia - Riversul - Rosana - Roseira - Rubiácea - Rubineia
S -
Sabino - Sagres - Sales - Sales Oliveira - Salesópolis - Salmourão - Saltinho - Salto - Salto de Pirapora - Salto Grande - Sandovalina - Santa Adélia - Santa Albertina - Santa Bárbara d'Oeste - Santa Branca - Santa Clara d'Oeste - Santa Cruz da Conceição - Santa Cruz da Esperança - Santa Cruz das Palmeiras - Santa Cruz do Rio Pardo - Santa Ernestina - Santa Fé do Sul - Santa Gertrudes - Santa Isabel - Santa Lúcia - Santa Maria da Serra - Santa Mercedes - Santa Rita do Passa Quatro - Santa Rita d'Oeste - Santa Rosa de Viterbo - Santa Salete - Santana da Ponte Pensa - Santana de Parnaíba - Santo Anastácio - Santo André - Santo Antônio da Alegria - Santo Antônio de Posse - Santo Antônio do Aracanguá - Santo Antônio do Jardim - Santo Antônio do Pinhal - Santo Expedito - Santópolis do Aguapeí - Santos - São Bento do Sapucaí - São Bernardo do Campo - São Caetano do Sul - São Carlos - São Francisco - São João da Boa Vista - São João das Duas Pontes - São João de Iracema - São João do Pau d'Alho - São Joaquim da Barra - São José da Bela Vista - São José do Barreiro - São José do Rio Pardo - São José do Rio Preto - São José dos Campos - São Lourenço da Serra - São Luiz do Paraitinga - São Manuel - São Miguel Arcanjo - São Paulo - São Pedro - São Pedro do Turvo - São Roque - São Sebastião - São Sebastião da Grama - São Simão - São Vicente - Sarapuí - Sarutaiá - Sebastianópolis do Sul - Serra Azul - Serra Negra - Serrana - Sertãozinho - Sete Barras - Severínia - Silveiras - Socorro - Sorocaba - Sud Mennucci - Sumaré - Suzanápolis - Suzano
T -
Tabapuã - Tabatinga - Taboão da Serra - Taciba - Taguaí - Taiaçu - Taiúva - Tambaú - Tanabi - Tapiraí - Tapiratiba - Taquaral - Taquaritinga - Taquarituba - Taquarivaí - Tarabai - Tarumã - Tatuí - Taubaté - Tejupá - Teodoro Sampaio - Terra Roxa - Tietê - Timburi - Torre de Pedra - Torrinha - Trabiju - Tremembé - Três Fronteiras - Tuiuti - Tupã - Tupi Paulista - Turiúba - Turmalina
U -
Ubarana - Ubatuba - Ubirajara - Uchoa - União Paulista - Urânia - Uru - Urupês
V -
Valentim Gentil - Valinhos - Valparaíso - Vargem - Vargem Grande do Sul - Vargem Grande Paulista - Várzea Paulista - Vera Cruz - Vinhedo - Viradouro - Vista Alegre do Alto - Vitória Brasil - Votorantim - Votuporanga
Z -
Zacarias

## Sergipe
A -

75 municípios

Amparo de São Francisco - Aquidabã - Aracaju - Arauá - Areia Branca
B -
Barra dos Coqueiros - Boquim - Brejo Grande
C -
Campo do Brito - Canhoba - Canindé de São Francisco - Capela - Carira - Carmópolis - Cedro de São João - Cristinápolis - Cumbe
D -
Divina Pastora
E -
Estância
F -
Feira Nova - Frei Paulo
G -
Gararu - General Maynard - Gracho Cardoso
I -
Ilha das Flores - Indiaroba - Itabaiana - Itabaianinha - Itabi - Itaporanga d'Ajuda
J -
Japaratuba - Japoatã
L -
Lagarto - Laranjeiras
M -
Macambira - Malhada dos Bois - Malhador - Maruim - Moita Bonita - Monte Alegre de Sergipe - Muribeca
N -
Neópolis - Nossa Senhora Aparecida - Nossa Senhora da Glória - Nossa Senhora das Dores - Nossa Senhora de Lourdes - Nossa Senhora do Socorro
P -
Pacatuba - Pedra Mole - Pedrinhas - Pinhão - Pirambu - Poço Redondo - Poço Verde - Porto da Folha - Propriá
R -
Riachão do Dantas - Riachuelo - Ribeirópolis - Rosário do Catete
S -
Salgado - Santa Luzia do Itanhy - Santa Rosa de Lima - Santana do São Francisco - Santo Amaro das Brotas - São Cristóvão - São Domingos - São Francisco - São Miguel do Aleixo - Simão Dias - Siriri
T -
Telha - Tobias Barreto - Tomar do Geru
U -
Umbaúba

## Tocantins
A -

139 municípios

Abreulândia - Aguiarnópolis - Aliança do Tocantins - Almas - Alvorada - Ananás - Angico - Aparecida do Rio Negro - Aragominas - Araguacema - Araguaçu - Araguaína - Araguanã - Araguatins - Arapoema - Arraias - Augustinópolis - Aurora do Tocantins - Axixá do Tocantins
B -
Babaçulândia - Bandeirantes do Tocantins - Barra do Ouro - Barrolândia - Bernardo Sayão - Bom Jesus do Tocantins - Brasilândia do Tocantins - Brejinho de Nazaré - Buriti do Tocantins
C -
Cachoeirinha - Campos Lindos - Cariri do Tocantins - Carmolândia - Carrasco Bonito - Caseara - Centenário - Chapada de Areia - Chapada da Natividade - Colinas do Tocantins - Colméia - Combinado - Conceição do Tocantins - Couto Magalhães - Cristalândia - Crixás do Tocantins
D -
Darcinópolis - Dianópolis - Divinópolis do Tocantins - Dois Irmãos do Tocantins - Dueré
E -
Esperantina
F -
Fátima - Figueirópolis - Filadélfia - Formoso do Araguaia
G -
Goianorte - Goiatins - Guaraí - Gurupi
I -
Ipueiras - Itacajá - Itaguatins - Itapiratins - Itaporã do Tocantins
J -
Jaú do Tocantins - Juarina
L -
Lajeado - Lagoa da Confusão - Lagoa do Tocantins - Lavandeira - Lizarda - Luzinópolis
M -
Marianópolis do Tocantins - Mateiros - Maurilândia do Tocantins - Miracema do Tocantins - Miranorte - Monte do Carmo - Monte Santo do Tocantins - Muricilândia
N -
Natividade - Nazaré - Nova Olinda - Nova Rosalândia - Novo Acordo - Novo Alegre - Novo Jardim
O -
Oliveira de Fátima
P -
Palmas - Palmeirante - Palmeiras do Tocantins - Palmeirópolis - Paraíso do Tocantins - Paranã - Pau d'Arco - Pedro Afonso - Peixe - Pequizeiro - Pindorama do Tocantins - Piraquê - Pium - Ponte Alta do Bom Jesus - Ponte Alta do Tocantins - Porto Alegre do Tocantins - Porto Nacional - Praia Norte - Presidente Kennedy - Pugmil
R -
Recursolândia - Riachinho - Rio da Conceição - Rio dos Bois - Rio Sono
S -
Sampaio - Sandolândia - Santa Fé do Araguaia - Santa Maria do Tocantins - Santa Rita do Tocantins - Santa Rosa do Tocantins - Santa Tereza do Tocantins - Santa Terezinha do Tocantins - São Bento do Tocantins - São Félix do Tocantins - São Miguel do Tocantins - São Salvador do Tocantins - São Sebastião do Tocantins - São Valério da Natividade - Silvanópolis - Sítio Novo do Tocantins - Sucupira
T -
Tabocão - 
Taguatinga - Taipas do Tocantins - Talismã - Tocantínia - Tocantinópolis - Tupirama - Tupiratins
W -
Wanderlândia
X -
Xambioá